# Trò chơi con mực
Trò chơi con mực (Hangul: 오징어 게임, tiếng Anh: Squid Game) là một bộ phim truyền hình Hàn Quốc do Hwang Dong-hyuk viết kịch bản và đạo diễn. Phim được Netflix phát hành trực tuyến vào ngày 17 tháng 9 năm 2021.
Phim kể về một nhóm 456 người mạo hiểm tính mạng trong 6 trò chơi sinh tồn để nhận được tổng số tiền 45,6 tỷ Won. Tên phim được lấy từ một trò chơi dân gian của Hàn Quốc trong quá khứ. Hwang Dong-hyuk đã hình thành ý tưởng này dựa trên những khó khăn tài chính của bản thân khi còn nhỏ, cũng như sự chênh lệch giai cấp ở Hàn Quốc. Mặc dù ban đầu đã viết vào năm 2009, ông không thể tìm thấy một công ty sản xuất để tài trợ làm phim cho đến khi Netflix thực hiện vào khoảng năm 2019 như một phần trong nỗ lực mở rộng dịch vụ ra nước ngoài của họ.
Bộ phim đã nhận được sự hoan nghênh của giới phê bình và sự chú ý của quốc tế. Thu hút hơn 142 triệu hộ gia đình thành viên trong 4 tuần đầu tiên kể từ khi ra mắt, đây là bộ phim được xem nhiều nhất của Netflix cho đến nay và vượt qua Bridgerton trở thành bộ phim được xem nhiều nhất với hơn 1,65 tỷ giờ trong vòng 28 ngày đầu tiên. Bộ phim cũng nhận được nhiều giải thưởng lớn như Quả cầu vàng cho Nam diễn viên phụ xuất sắc nhất trong phim truyền hình thuộc về O Yeong-su, 6 giải thưởng Emmy gồm đạo diễn xuất sắc, thiết kế sản xuất, hiệu ứng hình ảnh, hiệu suất đóng thế, nam diễn viên chính và nữ diễn viên phụ xuất sắc cùng nhiều giải thưởng khác. Bên cạnh đó, mùa 2 được phát hành vào năm 2024, còn mùa 3 ra mắt vào tháng 6 năm 2025.

## Nội dung

### Mùa 1 (2021)
Seong Gi-hun là một người đàn ông trung niên thất nghiệp bị vợ bỏ, nghiện cờ bạc, không thể tự chủ kinh tế trong khi đang nợ hàng trăm triệu Won và sống với mẹ già đơn độc với bệnh tật đeo bám. Một hôm, anh thắng lớn khi cá cược đua ngựa nhưng lại bị móc túi và bị chủ nợ bắt ký giấy hiến thận để xóa nợ. Trên đường về, anh gặp một người đàn ông lạ mặt hứa hẹn về một trò chơi bí ẩn với số tiền thưởng đủ lớn để đổi đời khiến Gi-hun quyết định tham gia sau nhiều lần do dự. Anh bị đánh thuốc mê  sau khi đến điểm hẹn và được đưa đến một hòn đảo bí mật nơi trò chơi diễn ra với 455 người chơi khác có hoàn cảnh tương tự. Tất cả người chơi đều phải mặc bộ quần áo thể dục màu xanh, bị theo dõi sát sao bởi những tên lính đeo mặt nạ, mặc quần áo màu hồng và được dẫn đầu bởi "Thủ lĩnh" – một người đàn ông bí ẩn đeo mặt nạ và mặc quần áo màu đen. Về sau, những người chơi nhận ra rằng trò chơi sẽ đi kèm cái chết thảm khốc từ ban tổ chức hoặc chính các thí sinh khác nếu thua cuộc, với mỗi người chết sẽ tăng 100 triệu vào giải thưởng 45,6 tỷ Won. Anh buộc phải hợp tác với người chơi khác, bao gồm cả người em họ Cho Sang-woo và cô gái móc túi Kang Sae-byeok để có thể vượt qua các thử thách của trò chơi.

### Mùa 2 (2024)
Sau lời thề trả thù 3 năm sau khi chiến thắng trò chơi, Gi-hun quyết định quay trở lại để đối đầu với thủ lĩnh và chấm dứt trò chơi một lần và mãi mãi. Lần này, anh sẽ đồng hành cùng Jun-ho, viên cảnh sát và cũng là em trai của thủ lĩnh. Trong cuộc chơi, Gi-hun tiếp tục hợp tác với những người chơi mới, bao gồm cả người bạn thân Jung-bae, với hy vọng cứu được càng nhiều người càng tốt.
Tuy nhiên, thủ lĩnh giờ đây nắm quyền lực tuyệt đối sau cái chết của Il-Nam. Hắn sẽ làm mọi cách để chứng minh rằng Gi-hun không thể nào phá hủy trò chơi này, vì đó chính là hiện thân của bản chất thật sự của con người. Đây không chỉ là cuộc chiến sinh tử, mà còn là cuộc đối đầu về ý chí và niềm tin vào lương tri.

### Mùa 3 (2025)
Tiếp nối các diễn biến ở mùa 2, Seong Gi-hun và những người chơi chiến đấu để sinh tồn trong những trò chơi ngày càng chết chóc, với hậu quả thảm khốc. Thủ lĩnh chào đón những khách VIP trong khi em trai Hwang Jun-ho tiếp tục tìm kiếm hòn đảo mà không biết rằng có một kẻ phản bội đang đang lẩn khuất trong hàng ngũ của mình.

## Dàn diễn viên và phân vai

### Diễn viên chính
| Diễn viên       | Vai diễn                       | Giới thiệu |
| --------------- | ------------------------------ | --- |
| Lee Jung-jae    | Seong Gi-hun (성기훈/số 456)   | Seong Gi-hun là một tài xế đã ly hôn, mất quyền nuôi con do không có khả năng tự chủ kinh tế đồng thời gánh khoản nợ lên tới hàng trăm triệu Won. Anh sống cùng mẹ già bệnh tật, phải vật lộn để hỗ trợ tài chính cho con gái và thường hay trộm tiền của bà để cá cược đua ngựa. Anh tham gia trò chơi để kiếm tiền chữa bệnh cho mẹ, giải quyết các khoản nợ và chứng minh tài chính ổn định để giành quyền nuôi con gái sẽ đến Hoa Kỳ với mẹ và cha dượng.                                         |
| Wi Ha-joon      | Hwang Jun-ho (황준호)          | Một sĩ quan cảnh sát bí mật thâm nhập vào trò chơi nhằm tìm kiếm người anh trai Hwang In-ho đã thất lạc lâu ngày. Với kỹ năng và bản lĩnh của mình, anh phát hiện nhiều bí mật động trời từ chuyện danh sách người chơi, các VIP, đường dây buôn bán nội tạng cho đến danh tính thật sự của người anh ruột. |
| Mùa 1           |                                | |
| Park Hae-soo    | Cho Sang-woo (조상우/số 218)   | Cựu trưởng nhóm đầu tư tại một công ty chứng khoán đồng thời là sinh viên tài năng tốt nghiệp Đại học Quốc gia Seoul nhưng bị cảnh sát truy nã vì gian lận tài chính, lừa đảo đầu tư và biển thủ công quỹ. Anh là niềm tự hào của gia đình và khu phố, nhưng vì đầu tư kinh doanh sai lầm mà anh ta rơi vào hoàn cảnh nợ nần, thậm chí còn muốn tự sát. Anh có mối quan hệ thân thiết với Seong Gi-hun, thế nhưng từ hình ảnh tốt đẹp đầu, anh dần biến chất khi những thử thách ngày càng khốc liệt. |
| Oh Yeong-su     | Oh Il-nam (오일남/số 001)      | Oh Il-nam là người chơi già nhất nhưng cũng là người đầu tiên tham gia trò chơi. Biết mình sớm muộn cũng chết vì khối u trong não, ông tham gia trò chơi với tinh thần thoải mái. Trong khi hàng trăm người khác giẫm đạp lên nhau để bỏ chạy khi biết cái chết đang ở trước mặt thì ông lại tươi cười vượt qua thử thách bằng kinh nghiệm sống của bản thân. |
| Heo Sung-tae    | Jang Deok-su (장덕수/số 101)   | Một tên xã hội đen máu lạnh bước vào trò chơi để có tiền giải quyết khoản nợ cờ bạc khổng lồ của mình, bao gồm cả tiền mà anh ta lấy trộm từ ông chủ và đàn em, hắn sẵn sàng thanh trừng người khác để đạt được mục đích. |
| Jung Ho-yeon    | Kang Sae-byeok (강새벽/số 067) | Một người đào tẩu khỏi Bắc Triều Tiên, kiếm sống ở Hàn Quốc với nghề móc túi. Cô tham gia trò chơi để có tiền trả cho người môi giới tìm và đưa các thành viên còn sống sót của gia đình sau khi vượt biên tới Hàn Quốc cũng như đưa người em trai ra khỏi trại trẻ mồ côi, và mua một ngôi nhà cho gia đình đoàn tụ. |
| Kim Joo-ryoung  | Han Mi-nyeo (한미녀/số 212)    | Một người phụ nữ có tính cách thất thường và khó đoán, tự nhận mình là mẹ đơn thân. Vì tham vọng chiến thắng trò chơi, cô chấp nhận làm mọi việc, gồm cả nịnh nọt hay hi sinh thân xác. Động cơ và lý lịch của cô không bao giờ được giải thích đầy đủ, nhưng cô khoe rằng đã bị buộc tội lừa đảo 5 lần, điều này ám chỉ rằng cô là tay lừa đảo. |
| Anupam Tripathi | Abdul Ali (알리/số 199)        | Một công nhân nước ngoài từ Pakistan tới Hàn Quốc làm việc, tham gia trò chơi để có tiền chu cấp cho gia đình nhỏ sau khi chủ không trả lương cho anh trong nhiều tháng. |

### Diễn viên phụ

#### Mùa 1
- Kim Young-ok trong vai mẹ của Gi-hun[21]
- Jo A-in trong vai Seong Ga-yeong, con gái của Gi-hun
- Kang Mal-geum trong vai vợ cũ của Gi-hun và mẹ của Ga-yeong[22]
- Kim Yoon-tae trong vai số 069 – chồng của số 070
- Lee Ji-ha trong vai số 070 – vợ của số 069[23]
- Im Ki-hong trong vai Jung Min-tae (số 322)
- Yoo Sung-jo trong vai Byeong-gi (số 111) – một bác sĩ bí mật làm việc với nhóm lính canh tham nhũng nhằm buôn bán nội tạng của những người chơi đã chết, đổi lại anh ta sẽ có thông tin về các trò chơi kế tiếp.
- Lee Yoo-mi trong vai Ji-yeong (số 240) – một cô gái trẻ vừa ra tù sau khi giết người cha bạo hành.[24]
- Kim Si-hyun trong vai số 244 – một mục sư cuồng tín
- Lee Sang-hee trong vai Do Jung-soo (số 017) – một công nhân sản xuất kính với hơn 30 năm kinh nghiệm [25]
- Kwak Ja-hyoung trong vai số 278 – một người chơi gia nhập nhóm của Deok-su và làm tay sai cho hắn
- Park Hye-jin trong vai mẹ của Sang-woo
- Park Si-wan trong vai Kang Cheol, em trai của Sae-byeok
- Chris Chan/Chris Lagahit trong vai số 276, người chơi tham gia nhóm Gi-hun trong trò Kéo co[26]Các diễn viên từ trái qua:
Hàng 1: Lee Jung-jae (Seong Gi-hun/số 456), Park Hae-soo (Cho Sang-woo/số 218), Wi Ha-joon (Hwang Jun-ho), Jung Ho-yeon (Kang Sae-byeok/số 067), Gong Yoo (nhân viên tuyển người chơi), Lee Byung-hun (Thủ lĩnh/Hwang In-ho), Kim Joo-ryoung (Han Mi-nyeo/số 212) và Heo Sung-tae (Jang Deok-su/số 101) 
Hàng 2: Im Si-wan (Lee Myung-gi/số 333), Kang Ha-neul (Kang Dae-ho/số 388),  Park Gyu-young (Kang No-eul), Jo Yu-ri (Kim Jun-hee/số 222), Park Sung-hoon (Cho Hyun-ju/số 120), Yang Dong-Geun (Park Yong-sik/số 007), T.O.P (Thanos/số 230).

#### Mùa 2-3
- Im Si-wan trong vai Lee Myung-gi (số 333), từng là một YouTuber có tiếng trước khi vướng vào vụ lừa đảo tiền ảo, không chỉ ảnh hưởng đến anh mà còn kéo theo những người đăng ký. Vì mất lượng lớn tiền lẫn người đăng ký kênh, anh buộc phải nhắm đến phần thưởng trong trò chơi để giải quyết những rắc rối của mình.[27]
- Kang Ha-neul trong vai Kang Dae-ho (số 388), từng là một lính thủy đánh bộ, mang phong thái nam tính mạnh mẽ nhưng lại là một kẻ gian xảo và lắm mưu mẹo.[27]
- Park Sung-hoon trong vai Cho Hyun-ju (số 120), một cựu lính đặc công và hiện là một người chuyển giới nữ. Cô tham gia trò chơi để có được phần tiền thưởng phục vụ cho phẫu thuật chuyển đổi của mình.[27]
- Yang Dong-Geun trong vai Park Yong-sik (số 007), tên nghiện cờ bạc & là con trai của Jang Geum-ja (số 149) [27]
- Park Gyu-young trong vai Kang No-eul, là một người đào tẩu từ Triều Tiên, cô tham gia nhóm binh lính để tìm đứa con mới sinh của mình.[28]
- Jo Yu-ri trong vai Kim Jun-hee (số 222), cô là bạn gái cũ của Myung-gi, người cũng phải vào đây để mong kiếm thêm thu nhập sau khi mất rất nhiều tiền vì nghe theo lời khuyên đầu tư từ Myung-gi.[28]
- Kang Ae-shim trong vai Jang Geum-ja (số 149), mẹ của Park Yong-sik (số 007) tham gia trò chơi để trả nợ cho con trai mình.[28]
- Lee David trong vai Park Min-su (số 125)[28]
- Lee Seo-hwan trong vai Park Jung-bae (số 390), là bạn thân của Gi-hun trong mùa 1, anh tham gia trò chơi trong mùa 2.[29]
- Lee Jin-wook trong vai Park Gyeong-seok (số 246), là người cha đơn thân, mang trên vai trách nhiệm chăm sóc và bảo vệ cô con gái nhỏ đang phải chiến đấu với căn bệnh ung thư máu hiểm nghèo.[28]
- Choi Seung-hyun (T.O.P) trong vai Choi Su-bong/Thanos (số 230), một cựu rapper đã mất trắng tài sản do nghe theo lời khuyên đầu tư của Myung Gi.[28]
- Roh Jae-won trong vai Nam Gyu (số 124)[28]
- Kim Si-eun trong vai Kim Young-mi (số 095)[29]
- Won Ji-an trong vai Se-mi (số 380), một người phụ nữ kết thân với Min-su và thà chết trong trò chơi còn hơn trở về nhà.[28]
- Chae Kook-hee trong vai Seon-nyeo (số 044) một pháp sư Hàn Quốc quyền lực một thời giờ đã qua thời hoàng kim.[29]
- Oh Dal-su trong vai Thuyền trưởng Park, người hỗ trợ Jun-Ho và sau này là những kẻ cho vay nặng lãi của Gi-Hun trong nỗ lực tìm ra địa điểm của trò chơi và hạ gục Thủ lĩnh.[30]
- Park Hee-soon trong vai phó quản lý, anh lên làm thủ lĩnh tạm quyền khi Hwang In-ho/Oh Young-il tham gia trò chơi, cũng là người chiêu mộ Kang No-eul tham gia nhóm binh lính.[31]

### Khách mời
- Gong Yoo trong vai nhân viên tuyển người chơi[32]
- Lee Byung-hun trong vai Thủ lĩnh/Hwang In-ho (황인호), anh trai mất tích của Hwang Jun-ho[15]. Sang mùa 2, anh tham gia trò chơi với tên Oh Young-il (số 001). Trong quá khứ, anh là người chiến thắng trong lần tổ chức năm 2015.[33]

## Tập phim
| Mùa | Mùa | Số tập | Số tập | Phát hành gốc        | Phát hành gốc        |
| --- | --- | ------ | ------ | -------------------- | -------------------- |
|     | 1   | 9      | 9      | 17 tháng 9 năm 2021  | 17 tháng 9 năm 2021  |
|     | 2   | 7      | 7      | 26 tháng 12 năm 2024 | 26 tháng 12 năm 2024 |
|     | 3   | 6      | 6      | 27 tháng 6 năm 2025  | 27 tháng 6 năm 2025  |

### Mùa 1 (2021)
| TT. | Tiêu đề                                                                         | Đạo diễn        | Biên kịch       | Ngày phát sóng gốc  |
| --- | ------------------------------------------------------------------------------- | --------------- | --------------- | ------------------- |
| 1 | "Đèn đỏ, đèn xanh (Mugunghwa Kkoch-i Pideon Nal 무궁화 꽃이 피던 날)"           | Hwang Dong-hyuk | Hwang Dong-hyuk | 17 tháng 9 năm 2021 |
| Mong dễ dàng hốt được tiền, Seong Gi-hun bần cùng và tuyệt vọng đồng ý tham gia vào trò chơi bí ẩn. Không lâu sau vòng đầu tiên, nỗi kinh hoàng không tưởng bắt đầu lộ diện. |                                                                                 |                 |                 |                     |
| 2 | "Địa ngục (Ji-ok 지옥)"                                                         | Hwang Dong-hyuk | Hwang Dong-hyuk | 17 tháng 9 năm 2021 |
| Không thể quyết định nên đi tiếp hay dừng cuộc chơi, cả nhóm đã biểu quyết. Thế nhưng, đời thật có lẽ cũng ác nghiệt không khác gì trò chơi.                                 |                                                                                 |                 |                 |                     |
| 3 | "Người đàn ông cầm ô (Usan-eul Sseun Namja 우산을 쓴 남자)"                     | Hwang Dong-hyuk | Hwang Dong-hyuk | 17 tháng 9 năm 2021 |
| Một số người chơi đi tiếp vào vòng trong – nơi ẩn giấu phần thưởng ngọt ngào và rủi ro chí tử – với lợi thế bí mật. Cùng lúc đó, Jun-Ho lẻn vào trong.                       |                                                                                 |                 |                 |                     |
| 4 | "Bất chấp nỗi sợ, quyết không thay lòng (Jjollyeodo Pyeonmeokgi 쫄려도 편먹기)" | Hwang Dong-hyuk | Hwang Dong-hyuk | 17 tháng 9 năm 2021 |
| Những người chơi bắt tay hợp tác, nhưng khi khu kí túc tắt đèn, sẽ không một ai được an toàn. Trò chơi thứ 3 buộc nhóm của Gi-hun phải tư duy chiến lược..                   |                                                                                 |                 |                 |                     |
| 5 | "Thế giới công bằng (A Fair World 평등한 세상)"                                 | Hwang Dong-hyuk | Hwang Dong-hyuk | 17 tháng 9 năm 2021 |
| Gi-hun và các thành viên trong nhóm thay phiên nhau canh gác suốt đêm. Bọn đeo mặt nạ gặp rắc rối với các đồng phạm của chúng.                                               |                                                                                 |                 |                 |                     |
| 6 | "Gganbu (Kkanbu 깐부)"                                                          | Hwang Dong-hyuk | Hwang Dong-hyuk | 17 tháng 9 năm 2021 |
| Người chơi bắt cặp trong trò chơi thứ 4. Gi-hun vật lộn với tình huống khó xử về đạo đức, Sang-woo chọn cách tự bảo vệ và Sae-byeok chia sẻ câu chuyện chưa kể của mình.     |                                                                                 |                 |                 |                     |
| 7 | "VIP"                                                                           | Hwang Dong-hyuk | Hwang Dong-hyuk | 17 tháng 9 năm 2021 |
| Chỉ huy đeo mặt nạ chào đón khách VIP đến cơ sở để xem cận cảnh cuộc chơi. Trong trò chơi thứ năm, một số người chơi sụp đổ trước áp lực.                                    |                                                                                 |                 |                 |                     |
| 8 | "Thủ lĩnh (Peulonteu Maen 프론트맨)"                                            | Hwang Dong-hyuk | Hwang Dong-hyuk | 17 tháng 9 năm 2021 |
| Tới vòng cuối, sự ghê sợ và nghi kỵ đã hằn sâu giữa những người vào chung kết. Jun-Ho bỏ trốn, quyết tâm vạch trần những bí mật bẩn thỉu của trò chơi.                       |                                                                                 |                 |                 |                     |
| 9 | "Một ngày may mắn (One Lucky Day 운수 좋은 날)"                                 | Hwang Dong-hyuk | Hwang Dong-hyuk | 17 tháng 9 năm 2021 |
| Vòng cuối mang đến một thử thách ác độc khác – nhưng lần này, kết cục chỉ phụ thuộc vào một người chơi. Tác giả của trò chơi cũng lộ diện.                                   |                                                                                 |                 |                 |                     |

### Mùa 2 (2024)
| TT. | Tiêu đề              | Đạo diễn        | Biên kịch       | Ngày phát sóng gốc   |
| --- | -------------------- | --------------- | --------------- | -------------------- |
| 1 | "Bánh mì và vé số"   | Hwang Dong-hyuk | Hwang Dong-hyuk | 26 tháng 12 năm 2024 |
| Muốn trả thù, Gi Hun quay đầu tại sân bay. Sau đó, tại nơi ẩn náu của mình, anh ráo riết tìm kiếm người chiêu mộ bí ẩn thoắt ẩn thoắt hiện đang tìm kiếm người chơi mới.           |                      |                 |                 |                      |
| 2 | "Bữa tiệc Halloween" | Hwang Dong-hyuk | Hwang Dong-hyuk | 26 tháng 12 năm 2024 |
| Gi-Hun cuối cùng cũng nhận được lời mời vào đúng ngày Halloween. Trong khoảnh khắc căng thẳng khi đối mặt với Jun-Ho, họ tiết lộ sự thật của mình với nhau.                        |                      |                 |                 |                      |
| 3 | "001"                | Hwang Dong-hyuk | Hwang Dong-hyuk | 26 tháng 12 năm 2024 |
| Những người chơi mới quy tụ để tìm cơ hội thắng 45,6 tỷ won. Sau vòng đầu tiên căng thẳng, số phận của những người sống sót đang bấp bênh – vì một lá phiếu cuối cùng.             |                      |                 |                 |                      |
| 4 | "Sáu chân"           | Hwang Dong-hyuk | Hwang Dong-hyuk | 26 tháng 12 năm 2024 |
| Người chơi chuẩn bị cho trò chơi tiếp theo: năm người sáu chân phối hợp. Trong trò chơi này, mỗi thành viên trong đội phải vượt qua một trò chơi nhỏ để sống sót hoặc bị loại hết. |                      |                 |                 |                      |
| 5 | "Một trò nữa"        | Hwang Dong-hyuk | Hwang Dong-hyuk | 26 tháng 12 năm 2024 |
| Kang No-Eul có thêm kẻ thù vì hành động ngang ngược của mình. Căng thẳng lên đến đỉnh điểm khi những người chơi còn lại bỏ phiếu xem có nên tham gia vòng tiếp theo hay không.     |                      |                 |                 |                      |
| 6 | "O X"                | Hwang Dong-hyuk | Hwang Dong-hyuk | 26 tháng 12 năm 2024 |
| Jun-ho và nhóm chuẩn bị xâm nhập một hòn đảo đáng ngờ. Khi tiền cược và căng thẳng tăng cao, người chơi chia thành 2 phe đối lập.                                                  |                      |                 |                 |                      |
| 7 | "Bạn hay thù"        | Hwang Dong-hyuk | Hwang Dong-hyuk | 26 tháng 12 năm 2024 |
| Những người chơi còn lại lập chiến lược để sống sót qua đêm. Gi Hun đề xuất một kế hoạch mạo hiểm, nhưng anh sẽ cần những đồng minh đáng tin cậy để thực hiện.                     |                      |                 |                 |                      |

### Mùa 3 (2025)
| TT. | Tiêu đề              | Đạo diễn        | Biên kịch       | Ngày phát sóng gốc  |
| --- | -------------------- | --------------- | --------------- | ------------------- |
| 1 | "Chìa khóa và dao"   | Hwang Dong-hyuk | Hwang Dong-hyuk | 27 tháng 6 năm 2025 |
| Với kế hoạch liều lĩnh, No-eul thâm nhập vào một chiến dịch nguy hiểm. Trò chơi mới được công bố: trốn tìm – một nhóm giữ chìa khóa, nhóm còn lại cầm dao.                        |                      |                 |                 |                     |
| 2 | "Đêm đầy sao"        | Hwang Dong-hyuk | Hwang Dong-hyuk | 27 tháng 6 năm 2025 |
| Trò chơi tiếp tục và Gi-hun tập trung đối đầu với Kang Dae-ho. Trong khi đó, Kim Jun-hee đối mặt với cuộc khủng hoảng đột ngột đẩy ý chí của cô đến giới hạn.                     |                      |                 |                 |                     |
| 3 | "Đừng tự trách mình" | Hwang Dong-hyuk | Hwang Dong-hyuk | 27 tháng 6 năm 2025 |
| Đội của Jun-ho sắp tìm thấy hòn đảo. Jang Geum-ja tuyệt vọng cầu xin Gi-hun giúp Jun-hee. Các VIP thảo luận về một đề xuất tàn nhẫn.                                              |                      |                 |                 |                     |
| 4 | "222"                | Hwang Dong-hyuk | Hwang Dong-hyuk | 27 tháng 6 năm 2025 |
| Ngay cả khi Gi-hun ủng hộ Jun-hee giữa lúc căng thẳng gia tăng, cô phải đưa ra quyết định then chốt. Trước trò chơi cuối cùng, Thủ lĩnh đưa ra tối hậu thư cho Gi-hun.            |                      |                 |                 |                     |
| 5 | "○△□"                | Hwang Dong-hyuk | Hwang Dong-hyuk | 27 tháng 6 năm 2025 |
| No-eul cố giành kèo trên trong các cuộc đàm phán, nhưng kế hoạch của cô phản tác dụng. Đứng trước lựa chọn khó khăn về đạo đức thử thách giới hạn của bản thân, Gi-hun sẽ làm gì? |                      |                 |                 |                     |
| 6 | "Con người…"         | Hwang Dong-hyuk | Hwang Dong-hyuk | 27 tháng 6 năm 2025 |
| Khi Jun-ho gấp rút lao đến hòn đảo, căng thẳng lên đến đỉnh điểm ở vòng cuối. Những người chơi cuối đối mặt với tình huống bất khả thi vào những phút chót của trò chơi.          |                      |                 |                 |                     |

## Sản xuất

### Cảm hứng

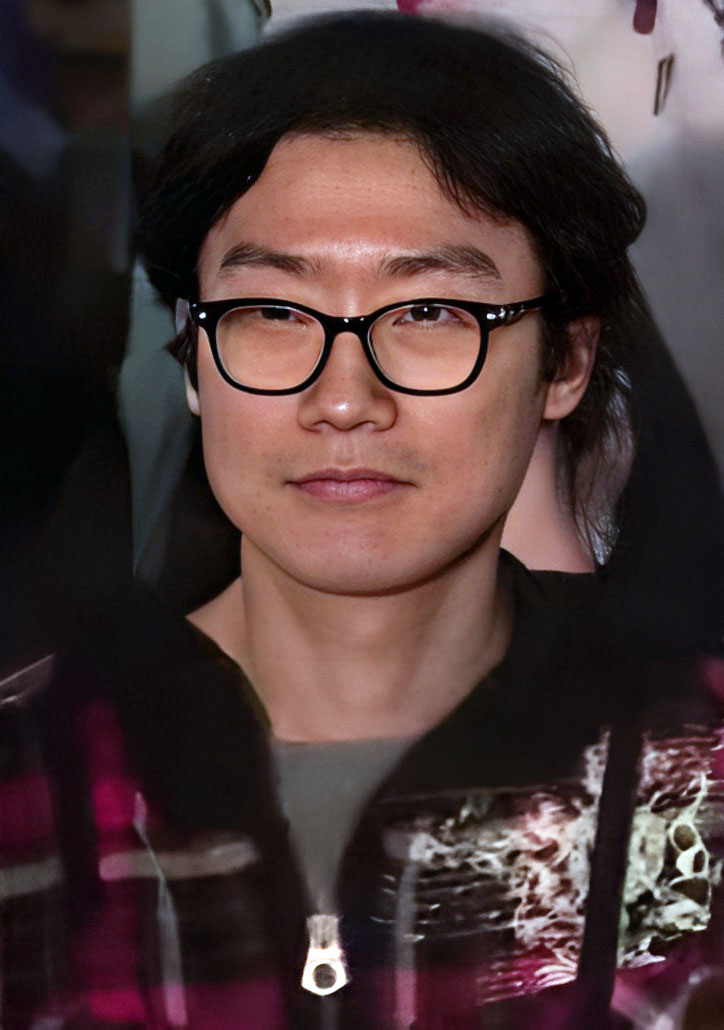
Đạo diễn kiêm biên kịch Hwang Dong-Hyuk

Trò chơi con mực do Hwang Dong-hyuk đạo diễn, ông là người trước đó từng chỉ đạo các dự án Nam Hán Sơn Thành, Ngoại già tuổi đôi mươi và Sự im lặng. Vào ngày 2 tháng 9 năm 2019, Netflix thông báo họ sẽ phân phối một loạt phim Hàn Quốc – ban đầu có tựa đề là Round Six, nhưng sau đó thay đổi như hiện nay. Nền tảng xác nhận ngày phát hành của loạt phim là vào 11 tháng 8 năm 2021, đồng thời nói thêm tác phẩm sẽ có mặt ở 190 quốc gia.

Hwang Dong-hyuk đã chia sẻ với Variety về phim: "Một trò chơi sinh tồn vừa mang tính giải trí vừa thể hiện bi kịch con người. Việc trò chơi được miêu tả cực kỳ dễ hiểu giúp người xem tập trung vào các nhân vật, thay vì phân tâm khi phải hiểu rõ luật lệ". Giải thích về tên phim, ông cho biết Trò chơi con mực là tuổi thơ của rất nhiều trẻ em Hàn Quốc thập niên 1970-1980: "Trò con mực ống được trẻ em thời đó chơi rất nhiều trên những con hẻm và được bọn nhỏ rất thích mặc dù có hơi hướng bạo lực". Ông chia sẻ bản thân muốn làm một bộ phim theo phong cách sinh tồn nhưng lại lồng ghép được những vấn đề xã hội Hàn đương đại vào đó. Với một tuổi thơ đầy ắp kỷ niệm như bao đứa trẻ khác, ông chọn trò chơi năm xưa nhưng biến tấu lại để đưa lên màn ảnh. Vậy là từ một trò tranh thắng thua của trẻ con, trò chơi trở thành bài đồng dao đẫm máu, sống còn của người lớn hiện đại khi mà nơi đó, người ta phải chơi một trò chơi lớn hơn, quyết liệt hơn và chơi hằng ngày "Những người chơi trong phim cố gắng để sống sót, như rất nhiều người trong chúng ta cố gắng để sinh tồn trong xã hội hôm nay. Những người như trong Trò chơi con mực chúng ta có thể thấy trên tin tức hay xung quanh mình hằng ngày", đạo diễn bộc bạch. Đồng thời ông cho biết các nhân vật trong phim hầu như không biết trò chơi nào sẽ diễn ra sau đó qua mỗi màn, và họ cứ chơi như vậy xuyên suốt.
Đạo diễn Hwang Dong-Huyk trải lòng về khoảng thời gian đầy khó khăn trước khi bắt tay vào thực hiện kịch bản phim, báo The Guardian.
Cũng trên báo The Guardian, ông cho biết để sáng tạo ra bộ phim, ông đã lấy cảm hứng từ chính cuộc khủng hoảng tài chính của bản thân, xảy ra sau cuộc khủng hoảng toàn cầu năm 2008: "Tôi gặp khó khăn về tài chính, trong khi mẹ phải nghỉ việc ở công ty. Tôi làm phim nhưng không thể thu hồi vốn và phải ở không trong khoảng một năm. Tôi, mẹ và cả bà ngoại đều phải đi vay nợ". Vùi mình trong các quán cà phê truyện tranh ở Seoul, ông đọc nhiều cuốn sách sinh tồn như Liar Game, Kaiji hay Battle Royale: "Tôi cảm thấy mối liên kết giữa mình và các nhân vật khao khát tiền bạc và sự thành công. Đó là khoảng thời gian khủng hoảng trong cuộc đời tôi. Nếu có một trò chơi sinh tồn như vậy trong thực tế, tôi tự hỏi liệu mình có tham gia nó để kiếm tiền cho gia đình không?", ông nhớ lại. Không chỉ ở Hàn Quốc, ông chứng kiến con người mắc kẹt trong sự bất bình đẳng kinh tế ngày càng gia tăng tại nhiều quốc gia. Tuy nhiên, ông cho rằng vấn đề này đặc biệt tồi tệ ở quê hương mình.
Cũng trong cuộc phỏng vấn với The Hollywood Reporter, ông tiết lộ đưa khá nhiều chi tiết về đời thực của bản thân vào phim. Về hai nhân vật Gi-Hun và Sang-Woo, mỗi người đều mang một chút tính cách, hoàn cảnh của đạo diễn. Ông tâm sự: "Cũng giống như tôi, Gi-Hun từng nợ nần chồng chất và sống bám vào mẹ của mình. Ngày xưa trong lúc túng quẫn, bản thân tôi cũng từng lui tới những trường đua ngựa, đâm đầu vào cá cược để mong kiếm tiền. Nhưng tôi không trộm tiền từ mẹ mình đâu nhé. Nhân vật Sang-Woo cũng là một chút gì đó nơi con người tôi. Tôi đỗ trường đại học Seoul danh giá, là niềm tự hào của cả xóm nhưng cũng có lúc thất chí". Đặc biệt hơn, bối cảnh xóm bình dân cũng được sao chép từ khu vực Ssangmun-dong, nơi ông sinh ra và lớn lên. Tên các nhân vật Seong Gi-hun, Cho Sang-woo, Il-nam đều là tên những người bạn thời thơ ấu. Hơn nữa, lý lịch của Gi-hun được lấy cảm hứng từ những người tổ chức cuộc đình công lao động tại nhà máy ô tô SsangYong năm 2009. Mãi cho đến 2019, Netflix mới tiếp nhận kịch bản phim và đổ tiền thực hiện. Nhưng từ việc bắt tay vào viết kịch bản, ông mới có động lực để quay trở lại sáng tạo và vực dậy bản thân mình. Đối với ông, bộ phim ngay từ đầu đã là kịch bản có vai trò bước ngoặt trong cuộc đời dù nó không mang đến thành công ngay lập tức mà đến tận hơn 10 năm sau.

### Phát triển kịch bản

#### Mùa 1
Vào năm 2010, Netflix đã chứng kiến sự gia tăng lượng người xem ngoài Bắc Mỹ và bắt đầu đầu tư vào các sản phẩm ở các khu vực khác, bao gồm cả Hàn Quốc. Sau đó 8 năm, Ted Sarandos, đồng CEO của Netflix cho biết rằng họ đang tìm kiếm nhiều thành công từ các sản phẩm ở nước ngoài: "Điều thú vị đối với tôi sẽ là nếu Stranger Things tiếp theo đến từ bên ngoài nước Mỹ. Ngay bây giờ, về mặt lịch sử, chưa từng có điều tương tự đến từ bất cứ đâu ngoài Hollywood."  Netflix đã mở văn phòng châu Á sau đó, và trong khi họ vẫn đang hoạt động tại văn phòng cho thuê tạm thời ở Seoul, Hwang đã đưa kịch bản của mình đến & thu hút sự chú ý của họ. Kim Min-young, một trong những nhân viên phụ trách nội dung của Netflix Châu Á, đã nhận ra tài năng của ông từ Nam Hán Sơn Thành và các bộ phim khác của ông, và khi nhìn thấy kịch bản cho bộ phim, họ biết rằng đó là điều cần thiết cho Netflix: "Chúng tôi đang tìm kiếm những chương trình khác với những gì truyền thống "đã tạo ra nó", và Trò chơi con mực chính là điều đó". Sau đó vào tháng 9 năm 2019, Netflix thông báo sẽ sản xuất bộ phim này. Bela Bajaria, trưởng ban hoạt động truyền hình toàn cầu của Netflix cho biết họ quan tâm đến công việc của ông "chúng tôi biết rằng nó sẽ rất hay ở Hàn Quốc vì nó có một đạo diễn được đánh giá cao với tầm nhìn táo bạo", và cho rằng "K-Drama cũng có mặt khắp châu Á". Về việc trở lại dự án, ông cho biết: "Đó là một câu chuyện buồn. Nhưng lý do khiến tôi quay trở lại dự án là vì sau hơn một thập kỷ, thế giới đã thay đổi, giờ đây, câu chuyện sinh tồn có phần tàn nhẫn và kỳ quái ấy lại đang được đón nhận. Chuyện phim được thực hiện theo hướng rất thực tế, điều tôi cảm thấy buồn là thế giới của chúng ta lại đang thay đổi theo hướng thực tế như vậy." Ông cũng tin rằng đại dịch COVID-19 đang diễn ra đã tác động đến sự chênh lệch kinh tế giữa các tầng lớp ở Hàn Quốc và kết luận "Tất cả những điểm này khiến câu chuyện trở nên rất thực tế đối với mọi người so với một thập kỷ trước".

Với đơn đặt hàng của Netflix, bộ phim được sản xuất có độ dài 9 tập, ông cho biết đã mở rộng kịch bản để "có thể tập trung vào các mối quan hệ giữa mọi người và những câu chuyện mà họ có". Ban đầu phim có tên là Round Six, về sau được đổi như hiện nay theo đề xuất của đạo diễn; theo Kim Min-young, mặc dù họ biết rằng cái tên Trò chơi con mực sẽ quen thuộc với người xem Hàn Quốc, nhưng nó "sẽ không gây được tiếng vang vì sẽ không có nhiều người hiểu" và đã chọn sử dụng Round Six vì nó tự mô tả bản chất của cuộc thi. Khi quá trình sản xuất tiếp tục, Hwang đã thúc đẩy Netflix sử dụng Trò chơi con mực thay thế, mà bà cho biết tên khó hiểu của nó và hình ảnh độc đáo đã giúp thu hút người xem tò mò. Vào thời điểm ông viết kịch bản, mục tiêu đó là đưa bộ phim trở thành chương trình được xem nhiều nhất trên Netflix Mỹ trong ít nhất 1 ngày. Hwang ban đầu đã viết bộ phim này thành 8 tập, có thể so sánh với các chương trình khác của Netflix, nhưng nhận ra các chi tiết quan trọng cho tập cuối dài hơn dự định, vì vậy nó đã được chia thành 2.
Đạo diễn Hwang Dong-Huyk trải lòng về quá trình làm phim, báo The Korea Times.
Đạo diễn Hwang đã tự viết kịch bản phim & mất gần 6 tháng để viết xong 2 tập đầu tiên, sau đó ông đã nhờ bạn bè lấy ý kiến đóng góp cho việc tiếp tục. Ông cũng giải quyết những thách thức trong quá trình chuẩn bị vốn rất mệt mỏi về thể chất và tinh thần, bản thân ông đã bị suy giảm sức khỏe khi thực hiện mùa 1 và phải nhổ 6 chiếc răng sau khi quá trình sản xuất hoàn tất. Tuy nhiên, khó khăn đó chưa đủ để ông từ bỏ ý định sẽ tạo ra phần 2. Ông đã tính đến một đoạn kết thay thế mà Gi-hun sẽ lên máy bay sau khi kết thúc cuộc gọi với ban tổ chức trò chơi để gặp con gái mình, nhưng ông cho biết "Chúng tôi đã rất đấu tranh giữa hai viễn cảnh cho cái kết. Cái kết còn lại là khi anh ta lên máy bay và bỏ đi. Chúng tôi liên tục tự hỏi, liệu đó có phải là hướng đi đúng đắn cho chúng tôi không, có góp phần truyền tải được thông điệp chúng tôi đã gửi gắm hay không? Và cuối cùng, chúng tôi đi đến kết luận rằng thông điệp sẽ không được truyền tải nếu Gi-hun lên máy bay. Chúng tôi chỉ cảm thấy thỏa mãn khi anh ấy quay lưng lại và đi về phía camera với một thái độ mạnh mẽ, dũng cảm. Đó chính là cái kết mà chúng tôi chọn lựa".

#### Mùa 2
Sau thành công của loạt phim, đạo diễn Hwang Dong-hyuk cho biết ông vẫn chưa có kế hoạch cho mùa 2: "Hiện chúng tôi đang tập trung cho một vài dự án khác nên phần 2  sẽ tạm gác lại". Ở thời điểm hiện tại, nam đạo diễn cho biết bản thân vẫn cảm thấy mệt mỏi khi nghĩ đến điều này. Tuy nhiên, nếu như tiếp tục, ông khẳng định chắc chắn sẽ không làm mùa 2 một mình mà phải bàn bạc với nhiều nhà biên kịch cũng như đạo diễn kinh nghiệm khác để mang lại những điều thú vị, mới mẻ hơn cho khán giả.
Sau đó trong cuộc phỏng vấn trực tuyến với CNN, ông tiết lộ vẫn còn nhiều điều mình chưa giải thích trong phim và muốn tiếp tục đi sâu khám phá trong mùa 2: "Vẫn còn rất nhiều tình tiết bị bỏ ngỏ trong Squid Game mà tôi muốn tiếp tục đi sâu khám phá. Đó là quá khứ chưa được sáng tỏ của gã quản lý khu trò chơi (Lee Byung-Hun) hay chuyện thám tử Jun-Ho (Wi Ha-Joon) còn sống hay đã chết. Câu chuyện của 2 nhân vật này đều còn dang dở và tôi muốn hoàn thiện chúng trong chặng tiếp theo của phim nếu có cơ hội. Nhân vật kẻ chiêu mộ do Gong Yoo thủ vai cũng còn nhiều không gian để phát triển... Dù chưa có thông tin chính thức, nhiều khán giả bày tỏ sự mong chờ với phần 2. Điều này khiến tôi rất cảm động." – vị đạo diễn chia sẻ.
Khi trả lời phỏng vấn hãng thông tấn Mỹ AP tại sự kiện LACMA Art + Film Gala do Bảo tàng Nghệ thuật quận Los Angeles tổ chức vào tháng 11, ông xác nhận phim sẽ có mùa 2 "Có quá nhiều áp lực, quá nhiều yêu cầu và quá nhiều tình yêu cho mùa thứ 2. Vì vậy, tôi gần như cảm thấy các bạn không cho chúng tôi lựa chọn nào khác". Ông cho biết đang làm việc chăm chỉ để mang đến cho người hâm mộ sản phẩm chất lượng. Tuy nhiên, theo đạo diễn Hwang, mọi thứ vẫn đang trong đầu và hiện ông đang trong quá trình lập kế hoạch. Do đó, ông nhấn mạnh chưa thể "bật mí" bất cứ điều gì về mùa 2 "Tôi nghĩ còn quá sớm để nói điều đó sẽ xảy ra khi nào và như thế nào". Ông chỉ tiết lộ Lee Jung-jae sẽ trở lại trong vai Gi-hun "Tôi hứa với các bạn điều này, Gi-Hun sẽ trở lại. Anh ấy sẽ làm điều gì đó cho thế giới". Sau đó, trong cuộc họp cùng phía đơn vị sản xuất, nam đạo diễn cho biết nội dung của mùa 2 sẽ là câu chuyện về nhân vật Seong Gi-Hun đằng sau trò chơi trên hòn đảo chết người năm ấy "Cốt truyện của mùa 2 sẽ là câu chuyện về những người mà Gi-Hun gặp và những người mà anh ấy đang theo đuổi để tìm ra sự thật".
Vào tháng 12 năm 2021, ông chia sẻ với đài truyền hình KBS về phần tiếp theo của loạt phim: "Tôi đang đàm phán với Netflix về mùa 2 cũng như mùa 3. Chúng tôi sẽ sớm đưa ra kết luận". Đây là lần đầu tiên đạo diễn nói về khả năng có mùa thứ 3 của loạt phim gốc lớn nhất của Netflix sau khi ông xác nhận kế hoạch sản xuất mùa 2 trong một cuộc phỏng vấn truyền thông vào tháng trước. Sau đó trong cuộc phỏng vấn về thu nhập quý 4 năm 2021 của Netflix vào ngày 21 tháng 1 năm 2022, tổng giám đốc điều hành Netflix Ted Sarandos xác nhận phim sẽ có mùa 2: "Vũ trụ "Trò chơi con mực" chỉ mới bắt đầu". Vào tháng 4 năm 2022, Hwang Dong-hyuk cho biết đang chuẩn bị làm phim Killing Old People Club (gọi tắt là KO Club) lấy cảm hứng từ cuốn tiểu thuyết của nhà văn Ý Umberto Eco, và tiết lộ mùa 2 sẽ được hoàn thành và phát sóng vào năm 2024.

#### Mùa 3
Hwang Dong-hyuk ban đầu gộp 2 mùa 2&3, nhưng đã chia ra vì có quá nhiều tập cho mỗi mùa. Theo ông, sau khi kết thúc mùa 2, Gi-hun sẽ thay đổi "ở buớc ngoặt rất quan trọng". Mùa này cũng sẽ tiết lộ quá trình Hwang In-ho trở thành Thủ lĩnh. Cheol-su, bạn trai của búp bê Young-hee xuất hiện trong trò chơi Đèn đỏ, đèn xanh khi quay lưng về phía người chơi cuối mùa 2, sẽ lên sóng trong mùa 3.

### Bối cảnh và dựng phim

#### Mùa 1
Quá trình sản xuất và quay phim kéo dài từ tháng 6 đến tháng 10 năm 2020, bao gồm 1 tháng tạm nghỉ bắt buộc do đại dịch COVID-19 đang diễn ra. Các cảnh thành phố được quay ở Daejeon, trong khi các cảnh trên đảo được quay tại Seongapdo ở Ongjin, Incheon. Hầu hết các cảnh quay đều dựng trên nền phông xanh, sau đó sử dụng CGI để tạo ra những thước phim vô cùng chân thực và sinh động, ví dụ như trong các cảnh tại trò vượt cầu kính, phim trường được đặt cách mặt đất 1m và đặt những tấm kính cường lực thật. Tuy độ cao ở hậu trường không chót vót như trên phim, chỉ tầm 1,5m nhưng cảm giác mang lại cho diễn viên cũng rất thật bởi đạo diễn yêu cầu xây dựng một cầu kính thực để đảm bảo phản ứng của diễn viên cũng là thật. Trường đoạn kéo co thực sự được đặt cách mặt đất hơn 10m, điều này càng tạo thêm sự lo lắng cho một số diễn viên mắc chứng sợ độ cao. Theo chia sẻ của đoàn làm phim, loạt trò chơi sinh tồn này đã được lên ý tưởng từ năm 2008-2009. Như vậy từ việc lên ý tưởng đến việc thiết kế bối cảnh, lựa chọn địa điểm quay phim và sau đó là quá trình quay phim, phát hành mất gần 10 năm. Phim trường cũng rất đặc biệt, khi thì đẹp như trong mơ với những thiết kế tỷ mỉ, đa màu sắc, khi thì khiến chính diễn viên cũng rợn người vì độ nguy hiểm. Với câu chuyện đặc thù, bối cảnh ược dựng giả hoàn toàn trong phim trường kết hợp ghi hình phông xanh và vẽ cảnh bằng kỹ xảo. Đoàn phim đặt ra tiêu chí mô phỏng không khí của một sân chơi thực thụ để các diễn viên cảm nhận họ đang thực sự sống trong không gian của câu chuyện, tìm thấy cảm xúc thật để nhập vai.
Con búp bê robot trong tập 1 "Đèn đỏ, Đèn xanh" được lấy cảm hứng từ Young-hee, một nhân vật xuất hiện trên bìa sách giáo khoa Hàn Quốc Chul-soo và Young-hee trong những năm 1970 và 1980, giai đoạn trò này phổ biến ở Hàn Quốc, và kiểu tóc được lấy cảm hứng từ con gái của đạo diễn. Con búp bê hát "Hoa Mugung đã nở" trong tiếng Hàn, ám chỉ loài Bụp hồng cận, quốc hoa của Hàn Quốc. Đáng nói hơn, con búp bê thực sự tồn tại. Nó thuộc về một ngôi làng ở huyện Jincheon, tỉnh Chungcheong Bắc. Jincheon nổi tiếng với ngôi làng kiêm bảo tàng về xe ngựa gọi là Macha Land. Người dân trong làng cho biết, con búp bê có từ trước khi được quay. Đội ngũ sản xuất mượn nó để quay phim và đã trả lại cho làng. Chiều cao của búp bê ngang với cửa ra vào của nhà truyền thống Hàn Quốc. Du khách ghé thăm ngôi làng đều có thể chiêm ngưỡng con búp bê đặc biệt này. Tuy nhiên, một bên tay của búp bê bị mất, còn trong phim, nó vẫn nguyên 2 tay. Đến nay chưa có lời giải thích nào được đưa ra cho khiếm khuyết này. Nhiều người đoán, con búp bê bị hư hại trong quá trình quay phim. Theo chỉ đạo nghệ thuật Chae Kyoung-sun, việc sử dụng nhân vật quen thuộc này nhằm gắn liền những ký ức về thời thơ ấu và nỗi sợ hãi trong người chơi. Bối cảnh trong trò chơi là căn phòng kín rộng lớn với hình vẽ cánh đồng lúa vàng và bầu trời bao quanh trông rất "giả trân". Nhiều người thắc mắc tại sao thiết kế đấu trường sinh tử lại sơ sài và giả như vậy. Trả lời câu hỏi này, cô khẳng định, đây hoàn toàn là ý đồ của bộ phim. Cụ thể, sự thiếu chân thực trong bộ phim được sử dụng để gây lẫn lộn giữa thực tế và trò chơi: "Khi người chơi lần đầu bước vào khu vực chơi trò "Đèn đỏ, Đèn xanh", mọi thứ đều có vẻ giả và nhân tạo. Vì thế, họ mất cảnh giác, không tưởng tượng nổi cảnh tượng tàn sát thảm khốc sẽ diễn ra không lâu sau đó". Cũng theo đạo diễn, lý do ông chọn trò chơi này vì nó loại nhiều người thua cuộc nhất có thể trong mỗi lượt chơi "Cảnh tượng người chơi di chuyển và dừng lại ngẫu nhiên có thể được xem như một điệu nhảy lố bịch nhưng đáng thương tâm." Mạng lưới đường hầm phức tạp, ký túc xá và văn phòng tổ chức được lấy cảm hứng từ đàn kiến.
Tương tự, bối cảnh trò tách kẹo đường Dalgona trong tập 3 "Người đàn ông cầm ô" sử dụng những mảnh thiết bị sân chơi khổng lồ nhằm gợi lại ký ức của người chơi về thời thơ ấu, và là nơi phổ biến mà trẻ em Hàn Quốc sẽ chơi với bạn bè. Món kẹo đường Dalgona được làm bởi một người bán hàng rong ở Daehangno, ekip đã mời chuyên gia làm kẹo đến để trực tiếp làm ra những chiếc kẹo Dalgona có những hình thù giống với cảm xúc nhân vật. Đạo diễn đã nói vui rằng trò chơi này có thể ảnh hưởng đến doanh số bán Dalgona, tương tự như cách doanh số mũ Gat tăng sau khi Vương triều xác sống lên sóng Netflix. Ngoài ra, ông đã xem xét các trò chơi trẻ em Hàn Quốc khác như Gonggi; Dong, Dong, Dongdaemun và Tại sao bạn lại đến nhà tôi? (우리 집에 왜 왔니?, Một biến thể tiếng Hàn của Hana Ichi Monme).

Bối cảnh trò chơi bắn bi gợi nhiều hoài niệm với những con phố từ thời xa xưa với những ngôi nhà san sát và con đường nhỏ được dựng lại. Thiết kế bối cảnh quay mất khá nhiều thời gian vì yêu cầu sự tỉ mỉ và chăm chút để tạo ra khung hình đẹp nhất. Đây là cảnh phim mà ekip đặt nhiều nỗ lực nhất vì "đó là không gian giữa thực và ảo, giữa sự sống và cái chết".

Sơ đồ mô tả trò chơi con mực

Trong trò kéo co, nếu quan sát kỹ mặt sàn ở khu vực các đội chơi, người xem dễ dàng nhận thấy nó được mô phỏng hình dạng của con đường. Chae Kyoung-Sun cho biết, đây không phải ngẫu nhiên mà có ẩn ý bên trong. Trong phim, những người tham gia trò chơi sinh tồn đều rơi vào tình cảnh khốn cùng, nợ nần chồng chất và tương lai mịt mờ. Phía chỉ đạo nghệ thuật quyết định dùng hình ảnh một con đường đứt đoạn để ám chỉ những người chơi bất lực với cuộc sống, không tìm ra hướng đi để thoát khỏi "địa ngục" hiện tại. Bên cạnh đó, chi tiết này cũng để phản ánh nhiều người không có nhà để về, phải sống lay lắt qua ngày trên đường phố.
Phòng VIP trong tập 7 được thiết kế theo phong cách xa hoa không kém gì khu resort cao cấp nào, đoàn quyết định chọn chủ đề động vật và trang phục "nô lệ" được sơn, vẽ theo phong cách body painting khắp người, họ đứng như đồ trang trí hay thậm chí được dùng làm bàn kê chân cho VIP, cùng nhóm nhân vật VIP đóng vai trò quan trọng trong phim, dù xuất hiện trong thời lượng ngắn, họ cho thấy sự đối lập như đêm với ngày giữa người giàu kẻ nghèo, thiểu số quyền lực và những người nằm dưới đáy xã hội, họ là những vị khách đeo mặt nạ đến xem đấu trường sinh tử của những người túng quẫn đang tranh giành khoản tiền thưởng kếch xù. Họ ngồi theo dõi tất cả những gì diễn ra từ căn phòng sang trọng và đặt cược vào những người chơi có tiềm năng. Chae Kyoung-Sun giải thích về các nhân vật trang trí trong phòng như sau: "Về phần các nhân vật trang trí trong phòng, tôi thấy điều đó mô tả cách những kẻ có quyền lực sẽ hạ nhục người khác tới mức nào. Không phải tất cả các nhân vật bị tô vẽ trên người đều là nữ. Mỗi thành viên VIP sẽ có 1 nam và 1 nữ đứng ở cạnh như tượng. Việc nói bộ phim coi phụ nữ như đồ vật là sai. Đó chỉ là cách thể hiện các VIP coi con người như đồ vật."
Cảnh ăn tối diễn ra trong tập 8 được lấy cảm hứng từ tác phẩm nghệ thuật sắp đặt The Dinner Party của Judy Chicago, còn các bức tường của nhiều khu vực diễn ra các trò chơi có màu xanh da trời lấy cảm hứng từ loạt phim The Empire of Light của René Magritte. Trò chơi con mực là phần chơi cuối cùng quyết định người thắng cuộc. Các thí sinh chia làm 2 phe tấn công – phòng thủ. Sàn đấu được vẽ từ 3 hình vuông, tròn và tam giác. Phe tấn công ban đầu phải nhảy lò cò và tìm cách vượt qua vùng bụng con mực (khu giao giữa hình vuông và tam giác). Lúc này, họ trở thành các ám hành ngự sử và được đi 2 chân bình thường. Sau đó, phe tấn công tập trung ở lối vào con mực (khu hình vuông) và tìm cách tiến tới đích là hình tròn để chiến thắng. Ngược lại, phe phòng thủ phải bảo vệ khu hình tròn hoặc đẩy phe công ra khỏi sàn đấu.

#### Mùa 2
Việc quay phim cho mùa 2 dự kiến bắt đầu vào tháng 7 năm 2023 và dự kiến sẽ kéo dài "ít nhất 10 tháng". Vào ngày 10 tháng 7, các nhân viên của đoàn làm phim đã phải đối mặt với tranh cãi liên quan đến cáo buộc ngược đãi người dân trong quá trình quay phim tại sân bay Incheon. Công ty sản xuất đã đưa ra lời xin lỗi chính thức về vấn đề này. Quá trình quay phim được cho là đã được tiến hành vào tháng 8 năm 2023, việc quay phim cho mùa 3 diễn ra đồng thời & kết thúc vào tháng 6 năm 2024.

### Trang phục
Trong phim, các màu sắc được sử dụng đều có hàm ý riêng. Theo đó, bộ đồ thể thao màu xanh lá cây do người chơi mặc được lấy cảm hứng từ màu sắc biểu tượng Phong trào Nông thôn mới (Saemaul) nhằm thúc đẩy hiện đại hóa kinh tế nông thôn những năm 1970. Bên cạnh màu xanh, màu hồng được chọn làm màu chủ đạo tại căn cứ của ban tổ chức. Nó được dùng trong hành lang giống như mê cung, nơ vẽ trên quan tài và trang phục của nhân viên. Chae Kyoung-sun tiết lộ, lý do chọn màu hồng vì nó gợi nhớ đến các câu chuyện cổ tích. Bên cạnh đó, hồng và xanh lá cây nằm đối diện nhau trên vòng tròn màu: "Màu xanh lá rất sợ màu hồng bởi vì màu hồng giám sát và kìm hãm màu xanh lá cây", nữ giám đốc nghệ thuật nói. Giải thích về ý nghĩa của những cỗ quan tài hình hộp quà, cô cho biết, quan tài có hình thức bắt mắt, dễ thương bên ngoài để phù hợp với chủ đề trò chơi tuổi thơ, đồng thời người tạo ra trò chơi nghĩ mình là chúa trời và cái chết cũng là một món quà: "Tôi đã đặt mình vào vị trí của người nghĩ ra trò chơi. Ông ta xem mình như một vị thần, cho những người chơi cơ hội đổi đời. Đây là món quà ông ta dành cho những người ở đáy xã hội. Ngay cả khi chết và bị hỏa thiêu, một cỗ quan tài xinh đẹp cũng thể hiện sự thương xót của ông ta đối với người kém may mắn", cô chia sẻ. Tương tự, 2 màu sắc đỏ – xanh trong trò Ddakji ở tập 1 được một số khán giả đặt giả thuyết nếu Gi-Hun chọn giấy màu đỏ thì có phải anh sẽ được tuyển dụng làm nhân viên trò chơi hay không do người chơi mặc đồ xanh, còn nhân viên mặc đồ đỏ. Tuy nhiên, cha đẻ của bộ phim bác bỏ giả thuyết này. Đạo diễn cho hay, màu sắc của 2 miếng giấy lấy cảm hứng từ truyền thuyết khá phổ biến ở Nhật Bản và Hàn Quốc: "Tôi chọn 2 màu đỏ và xanh dựa trên truyền thuyết đô thị nổi tiếng của Hàn Quốc". Truyền thuyết kể về một con ma đeo mặt nạ xuất hiện trong phòng tắm và yêu cầu nạn nhân lựa chọn giấy vệ sinh màu đỏ hoặc xanh lam. Bất kể chọn màu nào, con ma cũng sẽ sát hại nạn nhân.
Biểu tượng "tròn – tam giác – vuông" xuất hiện xuyên suốt phim vốn là hình ảnh tượng hình cho 3 âm chữ cái trong bảng chữ cái Hàn Quốc. Trong đó hình tròn đại diện cho chữ "O", hình tam giác đại diện cho chữ "J" và hình vuông đại diện cho chữ "M". Và khi ghép cả chữ cái này lại chúng ta được một cụm từ viết tắt OJM, cụm từ này trong tiếng Hàn đọc là Ojingeo Geim (오징어 게임) – viết tắt của tên trò chơi con mực, cũng là trò chơi chính trong phim. Vốn dĩ trò chơi được đặt tên như vậy vì những hình ảnh khi được vẽ trên nền đất của trò chơi có hình thù trông giống như một con mực. Đây vốn là một trò chơi dân gian dành cho trẻ em tại xứ sở kim chi nhưng khi được lấy cảm hứng thành phim, trò chơi đã được nâng cấp lên thành phiên bản trò chơi sinh tồn cho người lớn vô cùng đẫm máu. Cả 3 cũng xuất hiện trên mặt nạ các nhân viên, với hình tròn là công nhân, hình tam giác cho binh lính, trong khi hình vuông dành cho người quản lý. Giống như xã hội nói chung có phân cấp, những người tổ chức trò chơi cũng sở hữu hệ thống giai tầng riêng. Hwang Dong-hyuk và Chae Kyoung-sun muốn họ trông giống như những con kiến trong một đàn kiến. Ban đầu, ý tưởng về bộ trang phục giống hướng đạo sinh đã xuất hiện, nhưng vì nó thể hiện quá rõ hình dáng cơ thể nam giới nên sẽ chẳng tạo ra một cấu trúc quần thể khó phân biệt: "Họ cần phải che toàn bộ cơ thể của họ. Lựa chọn tốt nhất để giữ họ ẩn danh là một bộ áo liền quần. Áo có mũ cũng cần thiết vì họ cần che đầu". Đạo diễn chia sẻ rằng từ góc nhìn, nó phải thực sự trông giống như những con kiến trong một đàn kiến và lựa chọn tốt nhất để giữ sự tương đồng là một bộ đồ áo liền quần "Chúng tôi quan tâm tới sự tương phản về màu sắc giữa 2 nhóm. Việc mặc đồng phục sẽ góp phần thể hiện sự phân cấp và cá tính của nhân vật". Ngoài ra, 3 biểu tượng này lại bị khá nhiều người nhầm lẫn chúng được lấy cảm hứng từ những biểu tượng trên tay cầm PlayStation. Trên thực tế, phim không hề có mối liên kết nào với PlayStation.

### Tuyển chọn diễn viên
Jung Ho-Yeon chia sẻ về vai diễn Kang Sae-Byeok, tạp chí NME.

#### Mùa 1
Quá trình casting được bắt đầu từ ngày 17 tháng 6 năm 2020. Với vai diễn Gi-hun, đạo diễn Hwang Dong-hyuk lựa chọn Lee Jung-jae để "phá vỡ hình ảnh lôi cuốn của anh ấy được thể hiện trong các vai diễn trước đây". Ông cũng mời nhiều diễn viên thử sức với vai Kang Sae-byeok nhưng phải tới khi gặp Jung Ho-yeon, ông mới hài lòng "Đến khi nhìn thấy đoạn băng tự quay của Jung Ho-Yeon, tôi biết mình đã tìm được Sae-byeok tôi mong muốn", ông nói. Jung Ho-Yeon cho biết, cô nhận được tin đạo diễn Hwang Dong-hyuk tìm diễn viên đóng phim Squid Game khi đang ở Mỹ tham gia trình diễn tại Tuần lễ thời trang New York. Không thể trở về Hàn Quốc để thử vai, cô đã quay rồi gửi một đoạn video độc diễn về Hàn Quốc cho ê-kíp phim. Khi đạo diễn thông báo muốn gặp cô để thảo luận về vai diễn, cô mới từ Mỹ về Hàn Quốc. Cô cho biết đã học cách diễn xuất để đóng vai Sae-byeok bằng cách luyện tập phương ngữ Hamgyŏng của nhân vật với những người đào tẩu thực sự của Triều Tiên, xem phim tài liệu về họ và học võ thuật, Cô cũng dựa trên cảm giác cô đơn của chính mình khi làm người mẫu ở nước ngoài để xây dựng nhân vật, và viết nhật ký hàng ngày từ góc nhìn cho nhân vật của cô. Sau khi bộ phim được công chiếu, lượt theo dõi trên Instagram cá nhân của cô đã tăng nhanh chóng, và cô được các nhà phê bình ca ngợi là ngôi sao đột phá của phim.

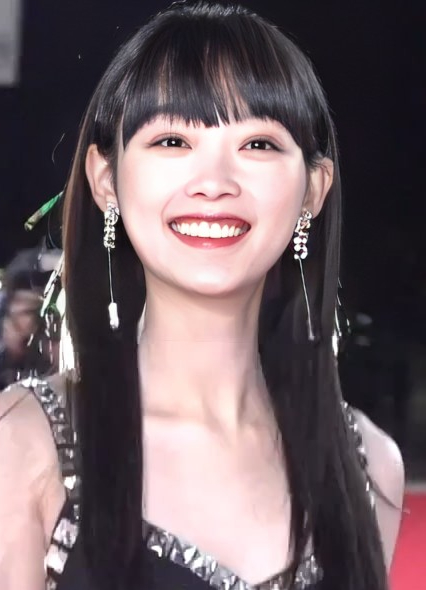
Nữ diễn viên Lee Yoo-mi trong vai Ji-Yeong

Tương tự, 2 cô gái Kang Sae-Byeok và Ji-Yeong cũng là nhân vật được thêm vào sau này. Nếu không sửa kịch bản gốc, câu chuyện xúc động giữa 2 cô gái sẽ không xuất hiện: "Khi tôi viết kịch bản vào 10 năm trước, họ vốn là nhân vật nam. Ji-Yeong ban đầu được gọi là Ji-Yong. Sau này, tôi nhận ra có điều gì đó ở phụ nữ và sự đoàn kết của họ có sức thuyết phục hơn", đạo diễn chia sẻ. Kim Joo-Ryung được đạo diễn trực tiếp mời vì từng hợp tác trong Sự im lặng. Điểm mạnh của cô là linh hoạt, hiểu ý đồ đạo diễn, xuất thần qua biểu cảm cơ mặt, ánh mắt lẫn chuyển động hình thể. Cô lột tả được sự khôn lỏi, hèn mọn và tuyệt vọng của nhân vật khi ở ranh giới sống chết.

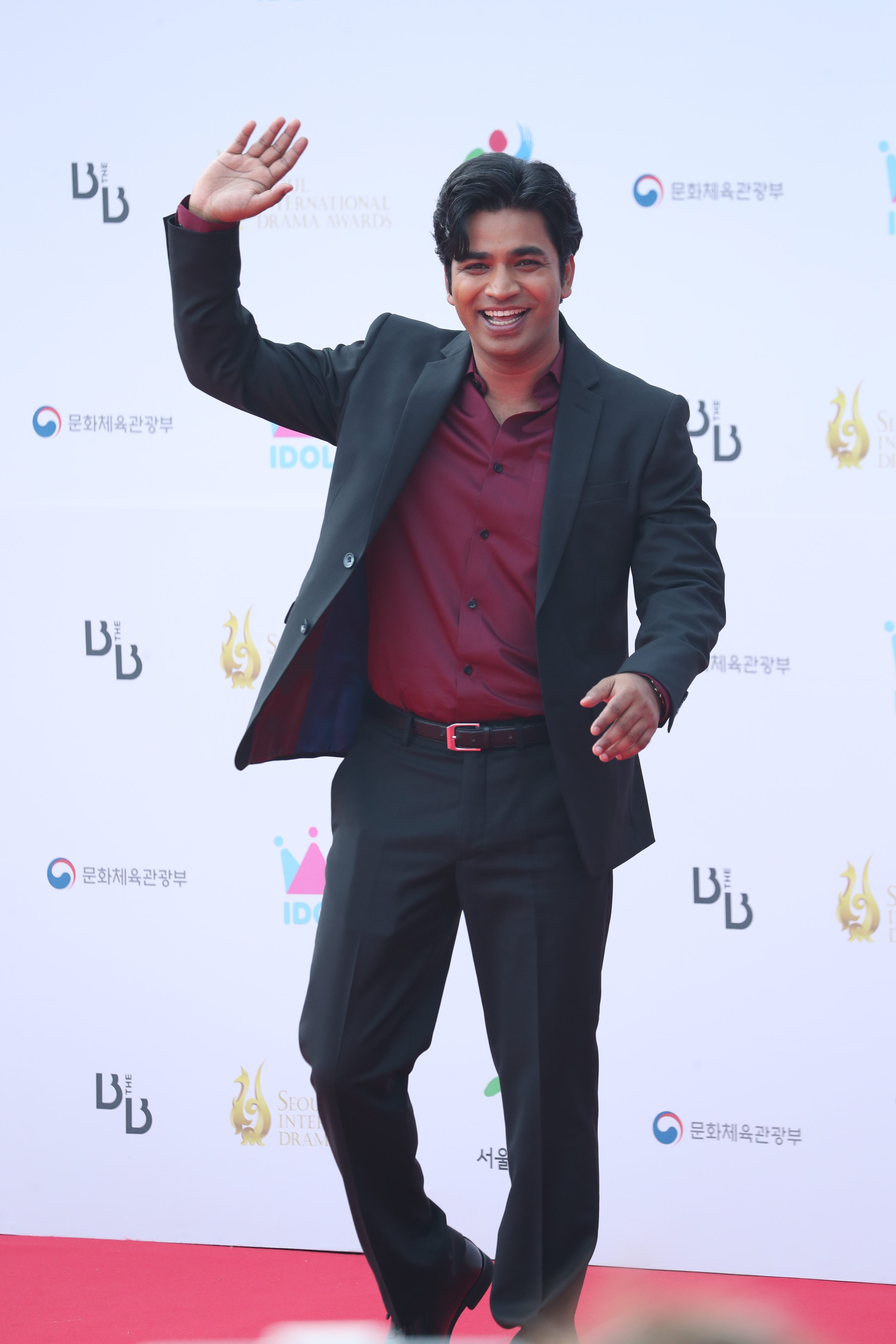
Anupam Tripathi trong vai Abdul Ali

Anupam Tripathi kể rằng ban đầu anh không được chọn vào vai Ali bởi đạo diễn đã nhắm nhân vật này cho tài tử người Philippines Carlo Aquino. Tuy nhiên, do ảnh hưởng của đại dịch Covid-19 nên nam diễn viên không thể tới Hàn Quốc quay phim, sau đó Anupam Tripathi được chọn vì khả năng diễn xuất cảm xúc và tiếng Hàn lưu loát. Anupam Tripathi kể anh được chấp thuận để góp mặt trong bộ phim vào đầu năm 2020 sau khi gửi đoạn video thử vai và được giám đốc chọn diễn viên của một công ty liên hệ. Đơn vị này đã giới thiệu anh với đạo diễn Hwang Dong-Hyuk và anh được giao cho vai diễn Ali. Nhân vật Ali trong phim được nhiều người yêu thích nhờ sự thật thà, trong sáng, trung thành và tin người đối lập với bản chất "khát máu" của trò chơi. Bộ phim lúc đầu được dự kiến là phim điện ảnh nhưng cuối cùng đạo diễn đã chuyển thành phim truyền hình dài tập. Do vậy, nhân vật cảnh sát Jun-Ho đã được bổ sung vào kịch bản "Khi tôi viết kịch bản phim, Jun-Ho không có ở đó. Một bộ phim khoảng 2 tiếng đồng hồ không đủ để có quá nhiều tình tiết. Nhưng khi nó được chuyển thành phim dài tập, chúng tôi có thể thêm nhiều câu chuyện vào cốt truyện". Theo đánh giá, anh là nhân vật cực kỳ quan trọng "có thể nhìn thấy bản chất của trò chơi". Xuyên suốt bộ phim, anh là mối đe dọa duy nhất đối với những người tổ chức trò chơi và các VIP.
Cả Gong-Yoo và Lee Byung-Hun đều đã làm việc với Hwang trong 2 bộ phim trước đó: Sự im lặng và Nam Hán Sơn Thành, và ông đã mời cả 2 xuất hiện trong vai khách mời. Ngoài ra, Hwang Dong-Hyuk cũng giải thích thêm về nhân vật người đàn ông bí ẩn do Gong-Yoo đảm nhận "Khi viết cốt truyện lần đầu tiên, tôi đã quyết định người này là một nhân viên cũ của ban tổ chức, giành được sự tin tưởng của người tạo ra trò chơi – Oh Il-Nam. Sau khi nâng cao vị trí của mình, hắn có cơ hội làm việc ngoài trò chơi, trong thế giới thực". Các VIP được chọn từ các diễn viên ngoại quốc sống ở Châu Á; với Geoffrey Giuliano, người đóng vai VIP tương tác với Jun-ho, ông từng đóng vai trong Bán đảo (Peninsula). Sau đó ông chia sẻ rằng có nhân vật trong phim được lấy cảm hứng từ cựu Tổng thống Mỹ Donald Trump: "Tôi nghĩ ông ấy tương tự một trong những nhân vật VIP của Trò chơi con mực".

#### Mùa 2
Vào tháng 4 năm 2022, Hwang xác nhận rằng các nhân vật Gi-hun và Thủ lĩnh sẽ trở lại trong mùa 2. Ông cho biết muốn đưa một số nhân vật đã chết trở lại, chẳng hạn như Ji-young, và bày tỏ sự hối tiếc vì đã giết chết một số nhân vật được yêu thích vì không có bất kỳ kế hoạch nào cho mùa 2 vào thời điểm đó. Ông sau đó giới thiệu Cheol-su, bạn trai của Young-hee.
Trong sự kiện Tudum: A Global Fan Event của Netflix vào tháng 6 năm 2023,  Netflix xác nhận Lee Jung-jae sẽ tiếp tục đảm nhận vai diễn của mình cùng với Lee Byung-hun, Gong Yoo và Wi Ha-joon. Vào ngày 29 tháng 6, Netflix công bố thêm thông tin về dàn diễn viên của mùa mới, bao gồm Kang Ha-neul, Park Sung-hoon, Im Si-wan, Yang Dong-geun, Park Gyu-young, Lee Jin-wook, Won Ji-an, Jo Yu-ri, Kang Ae-shim, Lee David và Roh Jae-won. Tranh cãi nổ ra khi có thông tin tiết lộ rằng T.O.P, cựu thành viên của nhóm nhạc Big Bang từng bị kết tội liên quan đến ma túy trong thời gian thực hiện nghĩa vụ quân sự năm 2016, được chọn trong mùa 2.
Trước khi phát sóng, mùa 2 đã gây tranh cãi vì chọn nam diễn viên Park Sung-hoon vào vai nhân vật nữ chuyển giới Hyun-Ju, thay vì chọn một nữ diễn viên chuyển giới. Những lời chỉ trích nhắm vào cả việc chọn một người dị tính cho vai diễn thay vì một người chuyển giới, cũng như việc chọn một người đàn ông dị tính nói riêng thay vì một người phụ nữ dị tính. Một số người phản biện lại lời chỉ trích này rằng Hàn Quốc bảo thủ về quyền LGBT, và việc cố gắng tìm một nữ diễn viên chuyển giới sẵn sàng đưa mình làm tâm điểm là không hợp lý.

### Âm nhạc

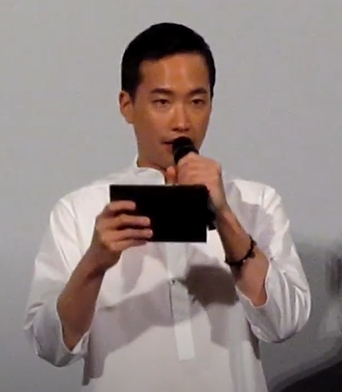
Jung Jae-il là nhà soạn nhạc cho bộ phim

Phim gây ấn tượng ở phần âm nhạc với hơn 20 bản nhạc nền, từ cổ điển, jazz, rock, trữ tình, buồn bã đến vui nhộn. Yonhap News nhận định những bản nhạc ấy "táo bạo nhưng đầy mỉa mai". Giám đốc âm nhạc Jung Jae-Il nói choáng váng khi phim gây sốt toàn cầu. "May mắn thay, tôi đã gặp tác phẩm tuyệt vời và được nhiều người đồng cảm. Thật hạnh phúc khi các bản nhạc nền được chú ý", trước đó ông từng viết OST cho 2 siêu phẩm của đạo diễn Bong Joon-ho – Ký sinh trùng (2019) và Okja (2017). Để phần âm thanh không đơn điệu, Jung bắt tay với 2 nhà soạn nhạc khác: Park Min-Joo và 23 (tên thật Kim Sung-Soo).
Bản "Way back then" không lời phát xuyên suốt 9 tập, tạo điểm nhấn cho hành động, biểu cảm của các nhân vật. Jung Jae Il dùng một số nhạc cụ anh từng luyện tập thời tiểu học, trong đó có bộ gõ và máy ghi âm. Giai điệu vui tai dựa trên nhịp vỗ tay 3-3-7, thường được người Hàn sử dụng khi muốn cổ vũ ai đó. Tuy nhiên nó lại gây ám ảnh khi đặt trong bối cảnh cuộc sinh tồn đẫm máu. Bản "Pink Soldiers" do 23 biên soạn, thường vang lên mỗi khi phe cai quản màu hồng xuất hiện. Giai điệu với nhiều nốt cao, gấp gáp kèm cụm từ "tu-tu-tu-tu" tạo không khí kỳ quái, khiến người chơi hồi hộp, bất an.
Phim còn dùng chất liệu của "Trumpet Concerto" gồm 3 chương do nhà soạn nhạc Áo lừng danh Joseph Haydn sáng tác. Jung Jae-Il lồng ghép nhiều bản giao hưởng kinh điển, tăng mức độ ám ảnh và tương phản của trò chơi chết chóc. 456 "con nợ" được đánh thức bởi giai điệu hân hoan trong chương thứ ba bản hòa tấu kèn trumpet giọng Mi giáng trưởng (Trumpet Concerto E-flat major). Trên nền nhạc cụ trumpet cách tân có phím (keyed trumpet) chủ đạo, người chơi lẫn khán giả tò mò, không biết điều gì chờ đợi họ phía trước. Bản "Le Beau Danube Bleu" không lời của nhạc sĩ Johann Strauss II – biệt danh "Vua của các điệu waltz" – báo hiệu trò chơi mới bắt đầu. Giai điệu hào hứng, tươi vui đối lập với sự tàn khốc. Đó có thể là âm thanh cuối cùng 456 nhân vật được nghe thấy trong đời. Bản jazz "Fly me to the moon" do Bart Howard sáng tác qua phần thể hiện của Joo Won-Shin gây ám ảnh nhất. Đạo diễn mong tạo tương phản giữa việc giết người tàn bạo với âm nhạc đẹp đẽ, từ đó khắc họa tâm lý biến thái của "ông trùm" tổ chức trò chơi. Hắn vừa uống rượu, thưởng thức điệu jazz kinh điển, vừa xem người chơi lần lượt bị kết liễu. "Bản giao hưởng số 5" của Beethoven vang lên khi các nhân vật vào phòng chờ VIP. Điệu valse trong chương 2 nhạc phẩm "Serenade for Strings" do Tchaikovsky sáng tác là nhạc nền thông báo trò chơi thứ 2 kết thúc. Ngoài ra, còn nhiều bản OST được yêu thích gồm: "Round VI, I remember my name, Murder Without Violence, Hostage crisis, Let's go out tonight..." Nhạc phim được phát hành vào ngày 17 tháng 9 năm 2021.

Jung Jae-il quay trở lại soạn nhạc cho mùa 2, với album nhạc phim được phát hành vào ngày 27 tháng 12 năm 2024 thông qua Netflix Music. Anh xác nhận trên BBC việc tham gia vào năm 2023, cho biết mùa 2 sẽ giữ lại một số yếu tố từ bản nhạc của mùa 1 nhưng có "âm thanh kỳ lạ và độc đáo hơn". Mùa 2 còn có aria "Nessun dorma" từ Turandot của Giacomo Puccini và "Time to Say Goodbye" của Sarah Brightman và Andrea Bocelli.
| STT              | Nhan đề                          | Phổ nhạc         | Nhạc sĩ          | Thời lượng |
| ---------------- | -------------------------------- | ---------------- | ---------------- | ---------- |
| 1.               | "Way Back Then"                  | Jung Jae-il      | Jung Jae-il      | 2:31       |
| 2.               | "Round I"                        | Jung Jae-il      | Jung Jae-il      | 1:19       |
| 3.               | "The Rope Is Tied"               | Jung Jae-il      | Jung Jae-il      | 3:18       |
| 4.               | "Pink Soldiers"                  | 23               | 23               | 0:38       |
| 5.               | "Hostage Crisis"                 | 23               | 23               | 2:22       |
| 6.               | "I Remember My Name"             | Jung Jae-il      |                  | 3:13       |
| 7.               | "Unfolded..."                    | Jung Jae-il      |                  | 2:38       |
| 8.               | "Needles and Dalgona"            | Park Min-ju      |                  | 3:44       |
| 9.               | "The Fat and the Rats"           | Park Min-ju      |                  | 1:52       |
| 10.              | "It Hurts So Bad"                | Jung Jae-il      |                  | 1:13       |
| 11.              | "Delivery"                       | 23               |                  | 4:55       |
| 12.              | "Dead End"                       | 23               |                  | 5:25       |
| 13.              | "Round VI"                       | Jung Jae-il      |                  | 5:54       |
| 14.              | "Wife, Husband and 4.56 Billion" | Jung Jae-il      |                  | 4:26       |
| 15.              | "Murder Without Violence"        | Park Min-ju      |                  | 1:53       |
| 16.              | "Slaughterhouse III"             | Jung Jae-il      |                  | 8:16       |
| 17.              | "Owe"                            | Jung Jae-il      |                  | 2:26       |
| 18.              | "Uh..."                          | Jung Jae-il      |                  | 3:38       |
| 19.              | "Dawn"                           | Jung Jae-il      |                  | 6:41       |
| 20.              | "Let's Go Out Tonight"           | Jung Jae-il      |                  | 3:27       |
| 21.              | "Poor Boy"                       | Jung Jae-il      |                  | 1:46       |
| Tổng thời lượng: | Tổng thời lượng:                 | Tổng thời lượng: | Tổng thời lượng: | 71:35      |

## Quảng bá

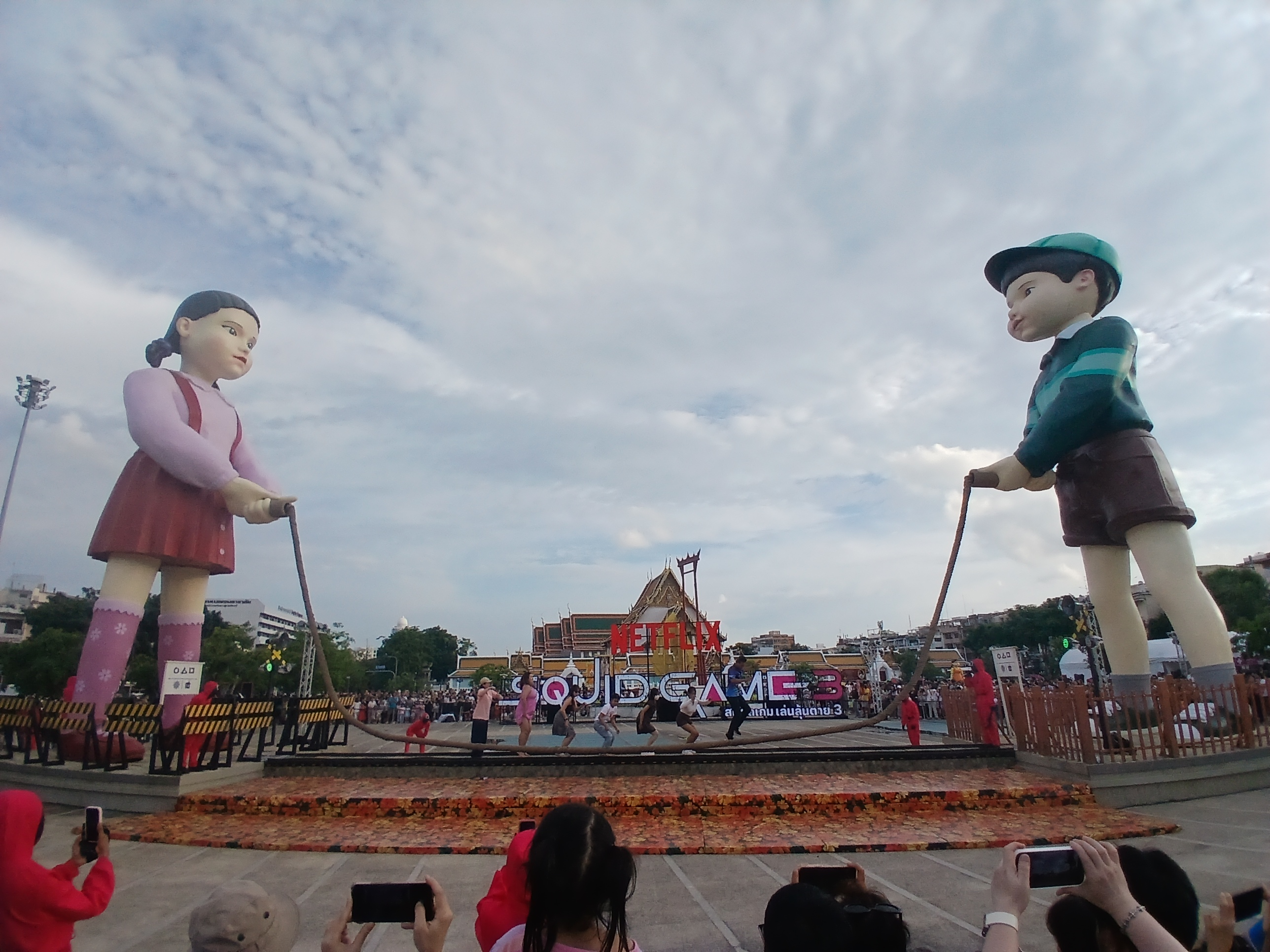
Một sự kiện quảng bá cho Squid Game tại Lan Khon Mueang, một quảng trường gần Wat Suthat và Sao Ching Cha.

Tại Philippines, một bản sao con búp bê cao 3m được sử dụng trong phim đã được trưng bày trên Đại lộ Ortigas ở Thành phố Quezon vào tháng 9 năm 2021.
Một bản sao hoàn chỉnh hơn đã được trưng bày tại nhà ga Itaewon ở Seoul. Tuy nhiên, triển lãm đã phải đóng cửa sớm do diễn biến phức tạp của dịch COVID-19. Sau đó 1 bản sao cao 4m đã được dựng ở công viên Olympic Seoul, thu hút nhiều du khách ghé thăm vào tháng 10. Ngoài ra, các bản sao con búp bê đã có mặt ở một số nơi khác, bao gồm Sydney & Anh.

Trong 2 ngày 2-3 tháng 10 năm 2021, Netflix khai trương Trung tâm Trải nghiệm Squid Game tại đại lộ số 12 Rue d'Alexandrie ở Paris, Pháp. Hoạt động này diễn ra từ 11 giờ sáng đến 7 giờ tối. Đến đây, khách tham quan có thể thử 2 trò chơi tách kẹo đường Dalgona và ném bao thư Ddakji. Trong trò tách kẹo đường Dalgona, người chơi có 1 phút 30 giây để hoàn thành thử thách. Nếu tách được kẹo theo hình dạng chính xác trong thời hạn, du khách có thể nhận được 1 tháng xem Netflix miễn phí.

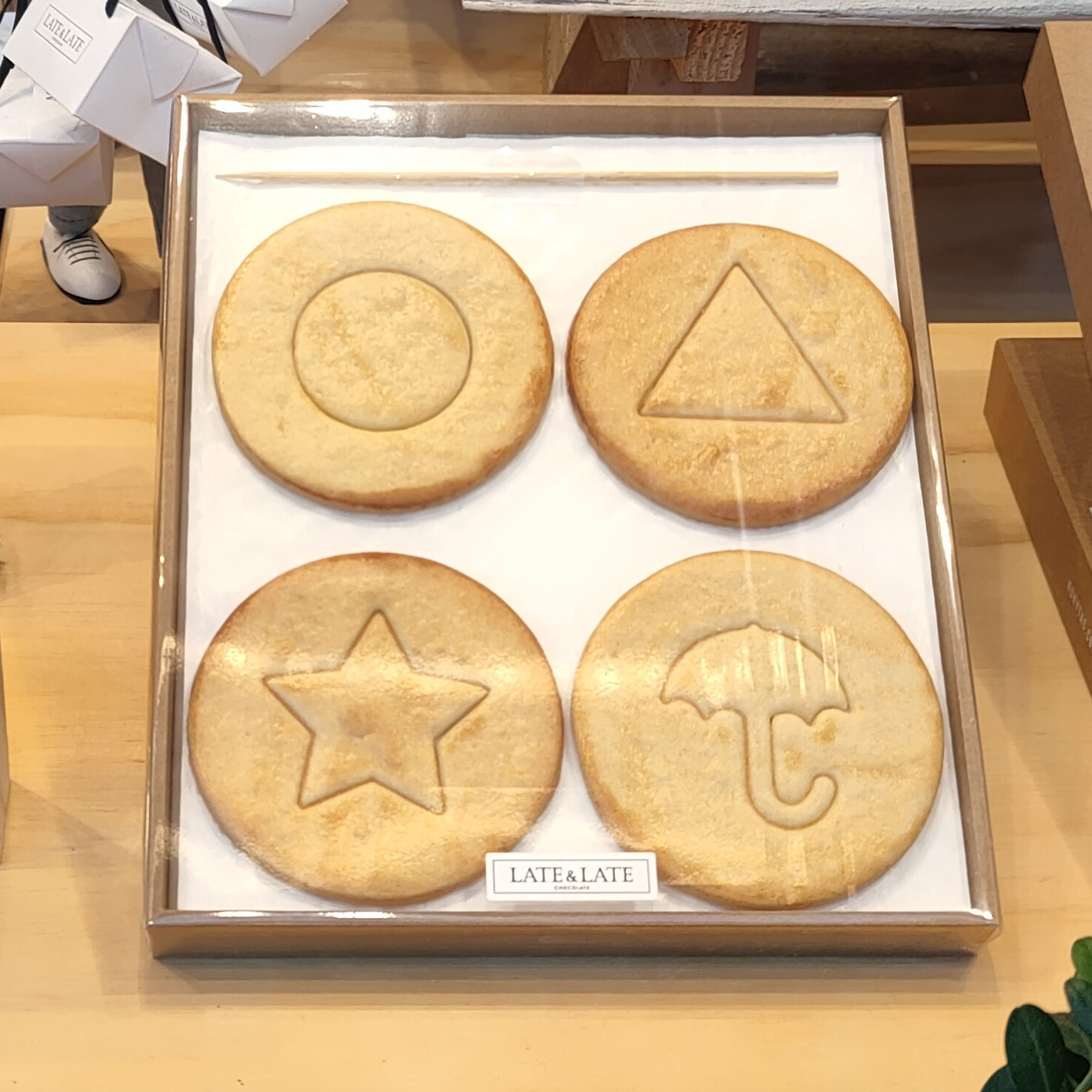
Món kẹo đường Dalgona

Cũng trong tháng 10, Trò chơi con mực được tái hiện ngoài đời thực tại Trung tâm Văn hóa Hàn Quốc ở Abu Dhabi, UAE với hàng loạt trò chơi lấy cảm hứng từ bộ phim. Bà Ewha Kim, giám đốc phụ trách quan hệ công chúng cho biết: "Chúng tôi mong muốn tổ chức nhiều sự kiện quảng bá về các trò chơi như trong loạt phim truyền hình Trò chơi con mực để mọi người có thể tìm hiểu và trải nghiệm về văn hóa của Hàn Quốc. Tất cả những trò chơi trong phim đều là những trò chơi đã gắn bó với chúng tôi từ thời thơ ấu". Ông Nam Chan-woo, giám đốc Trung tâm cho biết với Khaleej Times: "Giải đấu trông khá tàn bạo trên phim vì người ta muốn tăng độ kịch tính. Tuy nhiên, những trò chơi trong đó khá phổ biến với trẻ em Hàn Quốc từ trước đến nay. Tôi nghĩ các phim trực tuyến trên Netflix sẽ góp phần lan tỏa văn hóa Hàn Quốc ra toàn thế giới, giống cách K-pop từng làm được những năm 2010".
Tại Hà Lan, Netflix tổ chức Trò chơi con mực tại Maastricht và Rotterdam, nơi mọi người có thể chơi trò Đèn đỏ, Đèn xanh. Một bản sao của con búp bê được trưng bày cùng các nhân viên hóa trang thành những người bảo vệ. Người thắng cuộc được trao các kỷ vật trong trò chơi. Sự kiện thu hút hàng trăm người.
Trong thời gian diễn ra Lễ hội điện ảnh thế giới châu Á tại Los Angeles (Mỹ) vào tháng 11, đã có hơn 500 người tham gia sự kiện nhỏ quảng bá văn hóa Hàn Quốc thông qua các trò chơi xuất hiện trong phim. Không chỉ được chơi một cách vui vẻ mà những người tham gia còn được nhận giải thưởng, với giải nhất là 456 USD cùng tour du lịch tới đảo Jeju.
Vào tháng 10 năm 2021, Kim Min-young, giám đốc điều hành Netflix Châu Á tiết lộ rằng công ty đang xem xét khả năng ra mắt trò chơi điện tử dựa theo phim. Netflix đã cấp phép bán các sản phẩm ăn theo phim, bao gồm bộ tượng Young-hee vào tháng 1 năm 2022, và cho tập đoàn Funko phát hành một bộ tượng nhỏ Funko Pops theo chủ đề phim vào tháng 5 năm 2022.
Trong sự kiện Netflix Geeked Week vào tháng 9 năm 2024, một tấm áp phích và đoạn giới thiệu cho mùa 2 đã được phát hành. Vào ngày 19 tháng 12 năm 2024, một bữa tiệc quẩy liên quan đến mùa 2 đã được tổ chức ở London. Streamer nổi tiếng Ibai Llanos đã tổ chức phiên bản Trò chơi mực của riêng mình với KFC. Nhà báo người Philippines MJ Marfori đã tham dự sự kiện kéo dài 3 ngày của mùa 2 và cũng đã phỏng vấn Lee Jung-jae.

## Sự cố & tranh cãi
Dù gây sốt, một số ý kiến cho rằng phim lạm dụng yếu tố bạo lực. Các cảnh máu me, bắn giết diễn ra quá nhiều, có thể gây ảnh hưởng đến người xem. Khi phát hành, nhà sản xuất dán nhãn C18 (cấm trẻ em dưới 18 tuổi) để khuyến cáo khán giả. Ngoài ra, ê-kíp cũng mắc một số lỗi không đáng có như để lộ số điện thoại thật hay nhầm lẫn số thứ tự các nhân vật phụ.

### Làm lộ số điện thoại thật
Phim nhận chỉ trích vì dùng số điện thoại có thật, khiến chủ nhân chịu nhiều phiền phức. Không ít con nợ đã gọi điện xin tham gia trò chơi để kiếm tiền. Cụ thể, mọi chuyện bắt nguồn từ tấm danh thiếp của ban tổ chức trò chơi với dãy số điện thoại liên lạc. Ngoài đời, rắc rối của ê-kíp cũng đến từ những con số tưởng chừng như vô thưởng, vô phạt này bởi số điện thoại trên tấm danh thiếp trong phim lại có thật ngoài đời. Theo tờ Koreastardaily, ít nhất 3 chủ thuê bao phàn nàn cuộc sống bị đảo lộn từ khi phim phát trên Netflix, trong đó có người phản ánh bản thân liên tục nhận được cuộc gọi và tin nhắn, không thể sống yên ổn sau khi phim phát sóng, cô nhận hơn 2.000 cuộc gọi và tin nhắn. Khi nhắn lại: "Số của tôi không phải của Squid Game", cô nhận được tin đáp trả thô tục, cô cũng từ chối lời đề nghị bồi thường 1 triệu won của ê-kíp để đổi số điện thoại vì lý do công việc. Trước sự việc này, đại diện Netflix Hàn Quốc cho biết sẽ cùng công ty sản xuất Siren Pictures giải quyết vấn đề này, "bao gồm chỉnh sửa các cảnh hiển thị số điện thoại khi cần thiết". Netflix Hàn Quốc đã yêu cầu người xem hạn chế gọi và nhắn tin đến số điện thoại này nhưng không bình luận về tiến độ bồi thường cho chủ nhân của số điện thoại. Cách giải quyết của ê-kíp khiến công chúng Hàn Quốc bức xúc, chỉ trích đoàn làm phim và các bên liên quan đã làm việc quá vô trách nhiệm.

### Nghi vấn đạo ý tưởng
Trên mạng xã hội, một số ý kiến cho rằng phim đạo ý tưởng từ tác phẩm As the Gods Will (2014) của Nhật Bản, cụ thể khán giả nhận thấy nhiều điểm tương đồng trong nội dung giữa 2 bộ phim, nhưng đạo diễn Hwang Dong-hyuk cho biết kịch bản được lấy cảm hứng từ những câu chuyện sinh tồn trong truyện tranh: "Tôi có ý tưởng đưa trò chơi dâm bụt nở hoa lên phim từ năm 2009. Đó cũng là tình tiết tương đồng duy nhất giữa 2 tác phẩm. Tôi không sao chép. Thậm chí, tôi có ý tưởng đó trước... Sau khi hoàn thành bộ phim đầu tay năm 2008, tôi thấy rất nhiều truyện tranh Nhật Bản và Hàn Quốc bày bán trong hiệu sách. Không ít thuộc thể loại trò chơi sinh tồn. Tôi bắt đầu bị thôi thúc bởi ý tưởng sáng tạo một câu chuyện như thế, nhưng với bối cảnh Hàn Quốc. Tôi hoàn thành kịch bản vào năm 2009 nhưng không bán được vì ý tưởng quá khó hiểu. Nhà sản xuất đánh giá câu chuyện quá bạo lực, thể loại cũng còn xa lạ với thị hiếu khán giả đương thời. Kết quả, tôi buộc phải gác nó sang một bên", nhà làm phim chia sẻ. Tuy nhiên, lời giải thích này của ông vẫn chưa thỏa mãn được công chúng. Đến ngày 29 tháng 10, tờ báo kinh tế Nhật Bản Nikkei đã khẳng định "hầu hết các trò chơi trong phim đều đến từ Nhật Bản" và cho rằng đây chính là lý do giúp cho bộ phim được nhiều người yêu thích.
Trước khi mùa 2 lên sóng, Soham Sah, nhà làm phim người Ấn Độ đã gọi bộ phim là bản sao trắng trợn bộ phim tiếng Hindi của mình "Luck" cũng xoay quanh câu chuyện về một "nhóm người tuyệt vọng, mắc nợ bị dụ tham gia vào một loạt các trò chơi cạnh tranh để giành được số tiền lớn" và phải đối mặt với cái chết nếu họ thua cuộc. Soham Sah yêu cầu các khoản bồi thường theo quy định của pháp luật và lệnh cấm vi phạm bản quyền bằng cách ngừng phát sóng và quảng bá bộ phim. Netflix đã bác bỏ cáo buộc, khẳng định yêu cầu bồi thường này không có căn cứ và tuyên bố sẽ "bảo vệ vấn đề này một cách mạnh mẽ", ngoài ra phát ngôn viên của Netflix tiết lộ thêm "Bộ phim được Hwang Dong-Hyuk viết kịch bản và đạo diễn, chúng tôi sẽ bảo vệ luận điểm này đến cùng".

### Cảnh nóng trong phim
Sau khi phim phát sóng, một bộ phận khán giả Hàn chỉ trích ê-kíp lẫn Kim Joo-Ryung vì làm xấu mặt phụ nữ Hàn Quốc, nhất là chi tiết ân ái trong nhà vệ sinh. Đạo diễn Hwang Dong-Hyuk cho biết phân cảnh đó là cần thiết, khắc họa rõ nét mong muốn được sống của nhân vật, bất chấp bị chà đạp danh dự, nhân phẩm và lòng tự tôn: "Tôi tin rằng không chỉ Han Mi-Nyeo sử dụng cơ thể của mình như một món hàng. Bất kỳ người nào, có tính cách tương tự, nếu bị đặt vào tình huống cực đoan cũng sẽ hành động giống vậy, có thể làm bất cứ điều gì để được an toàn. Tôi tạo ra cảnh này không có ý định hạ thấp, ghét bỏ phụ nữ hay bất cứ điều gì tương tự. Tôi chỉ coi đó là điều mà một con người sẽ làm khi họ bị đẩy đến tình huống tồi tệ nhất.". Trong khi ấy, đa số người hâm mộ quốc tế nhận xét cảnh "nóng" là bình thường, phù hợp với tâm lý nhân vật và thúc đẩy cốt truyện đến cao trào. Vì hận "người tình một đêm" phụ bạc và thất hứa, Han Mi-Nyeo mang lòng thù hận, quyết ôm người chơi 101 tự tử ở trò thứ 5. Cô cho biết không gặp khó khăn khi đóng cảnh "nóng" và phải vượt qua được nỗi sợ, xấu hổ mới có thể trở thành diễn viên chuyên nghiệp. Tờ The Focus nhận định: "Dù khán giả yêu hay ghét, người chơi 212 do Kim Joo-Ryung thể hiện vẫn trở thành một trong những nhân vật biểu tượng của mùa 1" 

### Chất lượng phụ đề
Phim cũng gây ra cuộc tranh cãi vì chất lượng phụ đề phim xuống cấp, dẫn đến hệ lụy dịch sai nội dung phim, ý nghĩa câu nói và gây phản cảm với khán giả về bộ phim do người làm phụ đề khó khăn vì không am hiểu văn hóa quốc gia đó. Một số khán giả không phải là người nói tiếng Hàn đã rất ngạc nhiên khi biết rằng họ không được truyền tải sự phong phú của lời thoại gốc và rằng các bản dịch chính xác hơn có thể gợi ý các cách hiểu và sắc thái khác nhau. Tuy nhiên, một số người dùng mạng xã hội cũng bác bỏ nhận định "bản dịch kém" của phim, họ nói rằng những người dịch cũng đã tính đến những từ cụ thể có bản chất văn hóa, bao gồm kính ngữ hoặc những từ như "hyung" và "oppa" – những từ thân thiện được sử dụng trong tiếng Hàn để chỉ một người anh trai, tùy theo người nói là nam hay nữ. Điều này đặt ra vấn đề chú ý từng chi tiết, sự hợp tác giữa đội dịch thuật và đạo diễn là điều hiếm thấy, đặc biệt là trong thời kỳ phát triển mạnh của dịch vụ phát trực tuyến như Netflix, HBO Max...

### Đề cập đến Chiến tranh Việt Nam
Mùa 2 của phim khi đề cập đến Chiến tranh Việt Nam đã hứng chịu một số chỉ trích từ phía khán giả Việt Nam. Trong một phân cảnh phim, nhân vật Kang Dae-ho chia sẻ việc cha anh là một quân nhân từng tham gia cuộc chiến này và nhận được sự tán dương từ nhân vật Park Jung-bae. Cho rằng góc nhìn của phim là "sai lệch", khán giả Việt Nam tỏ ra phẫn nộ và tuyên bố "tẩy chay" bộ phim. Phó Cục trưởng Cục Điện ảnh Việt Nam Đỗ Quốc Việt cho biết cục này sẽ tiến hành rà soát, kiểm tra bản phim phát sóng trên các dịch vụ chiếu phát ở nước sở tại.

## Đón nhận, đánh giá & lượt xem

### Đón nhận & đánh giá chuyên môn
Tại thời điểm lên sóng, phim nhận nhiều phản hồi tích cực từ giới phê bình quốc tế. Sau khi công chiếu, tính tới ngày 24 tháng 9, phim đạt điểm trung bình 8.3 trên trang IMDb với khoảng 13 nghìn đánh giá, đạt số điểm 94% (mùa 1) cùng 89% điểm khán giả đánh giá trên trang Rotten Tomatoes. Sự đồng thuận của các nhà phê bình trên trang web cho biết: "Sự tàn bạo đến không nao núng của Squid Game không dành cho người yếu tim, nhưng những bình luận xã hội sắc bén và cốt lõi dịu dàng đến đáng ngạc nhiên sẽ khiến người xem dán mắt vào màn hình - ngay cả khi họ đang xem bằng ngón tay." Trên trang Metacritic, mùa 1 có điểm trung bình là 69/100 dựa trên 13 đánh giá, cho thấy "các bài đánh giá nhìn chung là thuận lợi".
| Mùa | Rotten Tomatoes   | Metacritic       |
| --- | ----------------- | ---------------- |
| 1   | 95% (78 đánh giá) | 69 (13 đánh giá) |
| 2   | 83% (92 đánh giá) | 62 (36 đánh giá) |
| 3   | 81% (57 đánh giá) | 66 (24 đánh giá) |

Mùa 2 nhận về đánh giá tích cực. Trên trang đánh giá tổng hợp Rotten Tomatoes, 83% trong số 92 bài đánh giá là tích cực, với điểm trung bình là 7,2/10. Sự đồng thuận của trang web viết: "Trong khi sự trở lại của bộ phim không thể không làm mất đi yếu tố bất ngờ, một số thử thách cực kỳ hiểm ác và quan điểm đạo đức phức tạp khiến mùa 2 này trở nên ly kỳ." Trên trang Metacritic, mùa 2 có điểm trung bình là 62/100 dựa trên 36 đánh giá, cho thấy "các bài đánh giá nhìn chung là thuận lợi".
Mùa 3 đạt 81% điểm từ khán giả trên Rotten Tomatoes và đạt mức 66 điểm của Metacritic dựa trên 24 đánh giá, trong khi IMDb tạm chấm 8.0 với hàng nghìn lượt đánh giá trong vài giờ. Đa số nói thất vọng vì nhịp phim chậm, không còn cảm giác gay cấn.

### Lượt xem

#### Mùa 1
Mùa 1 của loạt phim đã trở thành bộ phim truyền hình Hàn Quốc đầu tiên đứng đầu bảng xếp hạng 10 chương trình truyền hình được xem nhiều nhất hàng tuần của Netflix trên toàn cầu, đạt vị trí số 1 tại 94 quốc gia, bao gồm cả Hoa Kỳ và Vương quốc Anh. Netflix ước tính rằng loạt phim đã thu hút hơn 111 triệu hộ gia đình thành viên trên toàn thế giới sau 17 ngày ra mắt, và hơn 142 triệu hộ gia đình thành viên sau 28 ngày, đồng thời trở thành loạt phim được xem nhiều nhất của dịch vụ khi ra mắt.  Sau khi Netflix cải tiến các số liệu về lượng người xem được công bố vào tháng 11 năm 2021 dựa trên tổng số giờ đã xem của loạt phim, đây vẫn là chương trình được xem nhiều nhất trên dịch vụ, với hơn 1,65 tỷ giờ trong vòng 28 ngày đầu tiên so với 625 triệu giờ của Bridgerton.

#### Mùa 2
Theo công bố mới nhất của Netflix, từ 23 đến 29/12/2024, mùa 2 đứng đầu bảng xếp hạng chương trình truyền hình không nói tiếng Anh được xem nhiều nhất Netflix toàn cầu, với 68 triệu lượt và tổng cộng 487,6 triệu giờ xem. Đáng chú ý, bộ phim đạt thành tích này chỉ sau 4 ngày ra mắt, mùa 2 chính thức phá kỷ lục giờ xem của phần 1 lên sóng năm 2021, từng ghi nhận 448,73 triệu giờ xem trong tuần đầu. Mùa 2 còn phá kỷ lục lượt xem của phần 1 bộ phim gốc Netflix nói tiếng Anh “Wednesday” phát hành năm 2022, từng đạt 50,1 triệu lượt xem trong tuần.Bộ phim đứng vị trí số 1 bảng xếp hạng hàng tuần Netflix của 92 quốc gia. Trước đó, theo Flixpatrol, từ ngày 29/12, bộ phim đã đứng vị trí số 1 của tất cả 93 quốc gia trên toàn thế giới có nền tảng Netflix. Đây là chương trình đầu tiên trong lịch sử Netflix đạt được thành tích ấn tượng này.

#### Mùa 3
Mùa 3 thu hút hơn 60,1 triệu lượt xem chỉ trong 3 ngày đầu phát sóng, tương đương hơn 368,4 triệu giờ xem. Theo số liệu từ FlixPatrol thống kê sau đó, loạt phim nhanh chóng vươn lên dẫn đầu bảng xếp hạng chương trình truyền hình Netflix tại 93 quốc gia chỉ sau 1 ngày, thành tích chưa từng có trong tiền lệ. Đáng chú ý, thành tích của mùa 3 còn phá kỷ lục của 2 mùa trước đó. Cụ thể, theo tờ Chosun, mùa 1 loạt phim đạt 265,2 triệu lượt xem và tổng thời lượng xem lên tới 2,205 tỷ giờ trong 28 ngày đầu phát hành. Song thời điểm mới ra mắt, vì chưa có sẵn danh tiếng nên phải mất gần một tuần series này mới leo lên vị trí đầu bảng. Trong khi, mùa 2 thu về 192,6 triệu lượt xem và 1,3801 tỷ giờ xem tích lũy. Và phải sau 2 ngày, mùa 2 mới thống trị Netflix ở 93 quốc gia.

## Chủ đề & phân tích
Đạo diễn Hwang dựa trên kinh nghiệm và quan sát cá nhân của mình về chủ nghĩa tư bản và các cuộc đấu tranh giai cấp kinh tế ở Hàn Quốc. Ông cũng cho rằng kịch bản nhắm đến các vấn đề toàn cầu liên quan đến chủ nghĩa tư bản: "Tôi muốn tạo ra thứ gì đó gây được tiếng vang không chỉ cho người dân Hàn Quốc mà còn trên toàn cầu. Đây là ước mơ của tôi." Ông nói thêm, "Tôi tin rằng trật tự kinh tế toàn cầu nói chung là không đồng đều và khoảng 90% người dân tin rằng điều đó không công bằng. Trong thời kỳ đại dịch, các nước nghèo hơn không thể tiêm chủng cho người dân của họ. Họ nhiễm virus trên đường phố và thậm chí tử vong. Vì vậy, tôi đã cố gắng truyền tải một thông điệp về chủ nghĩa tư bản hiện đại. Như tôi đã nói, nó không sâu sắc."

## Tầm ảnh hưởng
Tác giả Choe Sang-Hun trên tờ New York Times bình luận bộ phim là minh chứng cho việc văn hóa đại chúng Hàn Quốc đã vượt ra khỏi lãnh thổ Hàn Quốc & xây dựng chỗ đứng vững chắc, vươn tầm ảnh hưởng ra thế giới cùng K-pop với những "bảo bối" như BTS hay phim Ký sinh trùng, tác phẩm không nói tiếng Anh đầu tiên chiến thắng ở hạng mục Phim xuất sắc trong lịch sử Oscar. Các nhà sáng tạo nghệ thuật xứ kim chi cho hay kể từ khi những dịch vụ xem video trực tuyến ra đời và xóa bỏ ranh giới lãnh thổ khi thưởng thức phim ảnh, Hàn Quốc đã chuyển mình từ thị trường chuyên tiêu thụ các sản phẩm văn hóa phương Tây thành quốc gia xuất khẩu nội dung giải trí. Tuy nhiên, họ cũng thừa nhận quy định kiểm duyệt tại Hàn Quốc buộc họ vận dụng tối đa trí tưởng tượng, đào sâu vào nhân vật và sự kiện để nhào nặn thành cốt truyện hấp dẫn. Phim truyền hình Hàn Quốc nói riêng và nền công nghiệp giải trí Hàn Quốc nói chung đã không ngừng làm mới nội dung, bắt kịp thị hiếu và tạo nên những xu hướng mới trong chặng hành trình dài bền bỉ, để tới hôm nay "làn sóng Hàn" đã vươn xa tới những bến bờ mới, đạt tới những cấp độ thành công mới.
BBC bình luận bộ phim đã tạo nên cơn sốt, góp phần đưa Hallyu đến gần hơn với khán giả phương Tây: "Các bộ phim truyền hình Hàn Quốc (K-drama) chính thức được "bật đèn xanh" tại phương Tây sau trò Đèn xanh, đèn đỏ trong Squid Game".

## Tác động xã hội
Theo New York Times, hơn 14 tỷ video với hashtag #SquidGame xuất hiện trên Tiktok kể từ phim công chiếu đến đầu tháng 10. Các từ khóa về phim, diễn viên... trở thành chủ đề thịnh hành trên Twitter, Instagram. "Cơn sốt" còn lan đến cuộc bầu cử tổng thống Hàn Quốc, khi một số ứng viên chế áp phích vận động hay thách đấu nhau tham gia cuộc thi giống trong phim.
Công ty viễn thông SK Broadband của Hàn Quốc cáo buộc Netflix làm gia tăng đột biến lưu lượng mạng sau khi nền tảng này phát hành phim. Cụ thể theo CNBC, SK Broadband đang yêu cầu Netflix thanh toán các chi phí bảo trì liên quan do lưu lượng truy cập mạng tăng đột biến. SK Broadband cho rằng phim là nguyên nhân khiến lượng truy cập tăng mạnh trong khoảng thời gian gần đây, ảnh hưởng đến hạ tầng và chất lượng dịch vụ toàn hệ thống nhà mạng này. Trả lời phỏng vấn, người phát ngôn Netflix khẳng định đang xem xét đơn kiện từ SK Broadband. Trước đó một tòa án Hàn Quốc cho biết Netflix nên trả khoản tiền "hợp lý" cho SK Broadband để sử dụng mạng. Trong những tháng gần đây, các nhà lập pháp nước này cũng đã tố cáo những nền tảng cung cấp nội dung như Netflix đang không trả phí sử dụng mạng. Tuy nhiên, vào tháng 7, Netflix kháng cáo phán quyết tòa án và cho biết họ không có nghĩa vụ phải trả bất kỳ khoản phí nào bởi các nhà cung cấp dịch vụ Internet có trách nhiệm quản lý mạng của họ.
Phim cũng nhận nhiều ý kiến trái chiều xuất phát từ sự phổ biến của phim khiến nhiều khán giả vị thành niên sẽ tìm xem bằng mọi cách, hay nhiều trẻ em dù không trực tiếp xem phim, nhưng vẫn biết đến các trò chơi và hình phạt bạo lực trong phim thông qua các trang chia sẻ video như Youtube và TikTok. Hôm 6 tháng 10, tại Mỹ, Hội đồng phụ huynh về truyền thông và truyền hình (PTC) lên tiếng cảnh báo các cha mẹ về việc tăng cường giám sát con cái trên mạng xã hội và trong game – những nền tảng đang được nội dung về phim  phủ kín. Tại Thái Lan, phát ngôn viên của Cảnh sát Hoàng gia Thái Lan cũng lên tiếng cảnh báo việc trẻ em có thể bắt chước những trò chơi bạo lực từ phim. Mặc dù vậy, chưa hề có báo cáo nào ở Thái Lan về hành vi bắt chước này. Một hội đồng ở miền Nam nước Anh đã khuyến cáo các bậc phụ huynh không nên cho con xem phim, sau khi có báo cáo về việc trẻ em làm theo những thử thách bạo lực trong bộ phim này. Trong thư, nhóm chuyên gia giáo dục thuộc Hội đồng khu vực Central Bedfordshire (Anh) cho biết tình trạng bắt chước bộ phim đang xảy ra ngày càng phổ biến ở các trường học địa phương "Chúng tôi đặc biệt khuyến cáo trẻ em không nên xem bộ phim vì có nhiều nội dung bạo lực", bức thư viết. Trong tháng 10, một trường học tại Bỉ cũng đã phản ánh hiện tượng trên, khi các em học sinh tiểu học chơi trò chơi tập thể trong giờ nghỉ giải lao, khi trò chơi kết thúc, các em thắng cuộc xông vào đánh các em thua cuộc, coi đó như một "hình phạt". Nhiều trẻ em giờ đây tổ chức các trò chơi tập thể rồi lấy hình phạt bạo lực ra để "phạt" những bạn bị thua trong trò chơi, khi được hỏi, các em nói rằng làm như vậy vì xem phim và cảm thấy thích thú. Thủ tướng Úc Scott Morrison trong một chương trình phát thanh tuyên bố sẽ không cho con gái xem phim này, do nội dung bộ phim "có chút kích động. Tại Hong Kong, một tổ chức đã cảnh báo các phụ huynh trên ứng dụng di động, trong đó nói rằng phim trở thành một chủ đề được các em bàn tán khắp nơi, bao gồm các cảnh bạo lực, chết chóc, tình dục và cờ bạc. Tại Việt Nam, mặc dù đã được dán nhãn 18+, nhưng tất cả mọi người đều đang phớt lờ và phim vô tình trở thành trào lưu xấu tràn lan trên các nền tảng mạng xã hội, gây tác động không nhỏ đến học sinh các cấp, nhiều ý kiến cho rằng không ít bạn trẻ Việt Nam xem phim này xong lại đổ lỗi cho cuộc sống, đề cao cái tôi cá nhân mà không chịu nỗ lực và cố gắng, đồng thời cho biết những bộ phim bạo lực sẽ làm tăng nguy cơ phạm tội ở giới trẻ và cần phải cảnh báo.
Netflix tuyên bố phim đã "xuyên thủng giới mộ điệu văn hóa" và trở thành một meme phổ biến, với hơn 42 tỷ lượt xem các video liên quan đến phim trong tháng đầu tiên sau khi phát sóng. Ngay sau khi phát hành, người dùng mạng xã hội đã chế một số trò chơi có trong phim làm thử thách trên Internet, bao gồm trò chơi "Đèn đỏ, Đèn xanh" và trò chơi tách kẹo đường. Người chơi điện tử dùng nội dung do người dùng tạo, chẳng hạn như Roblox, Mini World, Fortnite Creative và Grand Theft Auto Online, đã tạo ra nhiều trò chơi trong các hệ thống này dựa trên một hoặc nhiều thử thách trong phim.. Vào tháng 11 năm 2021, Youtuber người Mỹ MrBeast (Jimmy Donaldson) đã tái hiện các trò chơi trong phim ngoài đời thực nhưng không gây chết người với 456 người chơi như trong phim với giải thưởng tiền mặt 456.000 USD, video còn có sự tham gia tài trợ của Bawl Stars (trò chơi của Supercell) và đã thu hút hơn 137,9 triệu lượt xem tính đến ngày 2 tháng 12 năm 2021, trở thành một trong những video được xem nhiều nhất YouTube năm 2021.
Chương trình "Squid's Victory" (鱿鱼的胜利– Chiến thắng của con mực) ở Trung Quốc sẽ lên sóng năm 2022 nhanh chóng hứng nhiều chỉ trích khi giới thiệu do nền tảng Youku sản xuất. Cụ thể, chương trình được cho có nhiều điểm tương đồng với bộ phim đang nổi tiếng của Hàn Quốc. Trên tấm poster giới thiệu chương trình của Youku, từ phông chữ đến các hình vuông, tròn, tam giác màu hồng cũng khiến nhiều người liên tưởng ngay đến bộ phim xứ Hàn. Nhiều cuộc tranh cãi nhanh chóng nổ ra trên mạng xã hội Weibo, không ít người gọi điều này là "đạo nhái trắng trợn" và "đáng xấu hổ". Trước phản ứng của công chúng, Youku phải đổi tên thành Game Victory (Trò chơi chiến thắng) đồng thời đưa ra thông báo trong một bài đăng trên Weibo rằng đó là "lỗi kỹ thuật". Đi kèm lời giải thích trong bài đăng là một tấm poster được thiết kế với tên mới, không còn các hình vẽ màu hồng và phông chữ cũng thay đổi. Tuy nhiên, cách xử lý của Youku vẫn không làm hài lòng nhiều khán giả.

Sự nổi tiếng từ phim đã khiến nữ streamer nổi tiếng Lydia Ellery gặp rắc rối khi bị mất việc vì các công ty ngần ngại hợp tác với cô. Cô được biết đến trên mạng suốt 11 năm qua với cái tên "Squid Game", trước cả khi phim ra mắt. Ngoài mất việc, cô còn đối mặt với sự quấy rối, chỉ trích trên mạng từ những khán giả cuồng nhiệt của phim. Nhiều người đã hiểu lầm cô ăn cắp tựa phim và lợi dụng tên gọi này để nổi tiếng hơn nên đã liên tục "khủng bố" cô bằng những tin nhắn lăng mạ. Một số khác đã báo cáo tài khoản của cô, thậm chí có nhiều người còn cố gắng hack chúng.

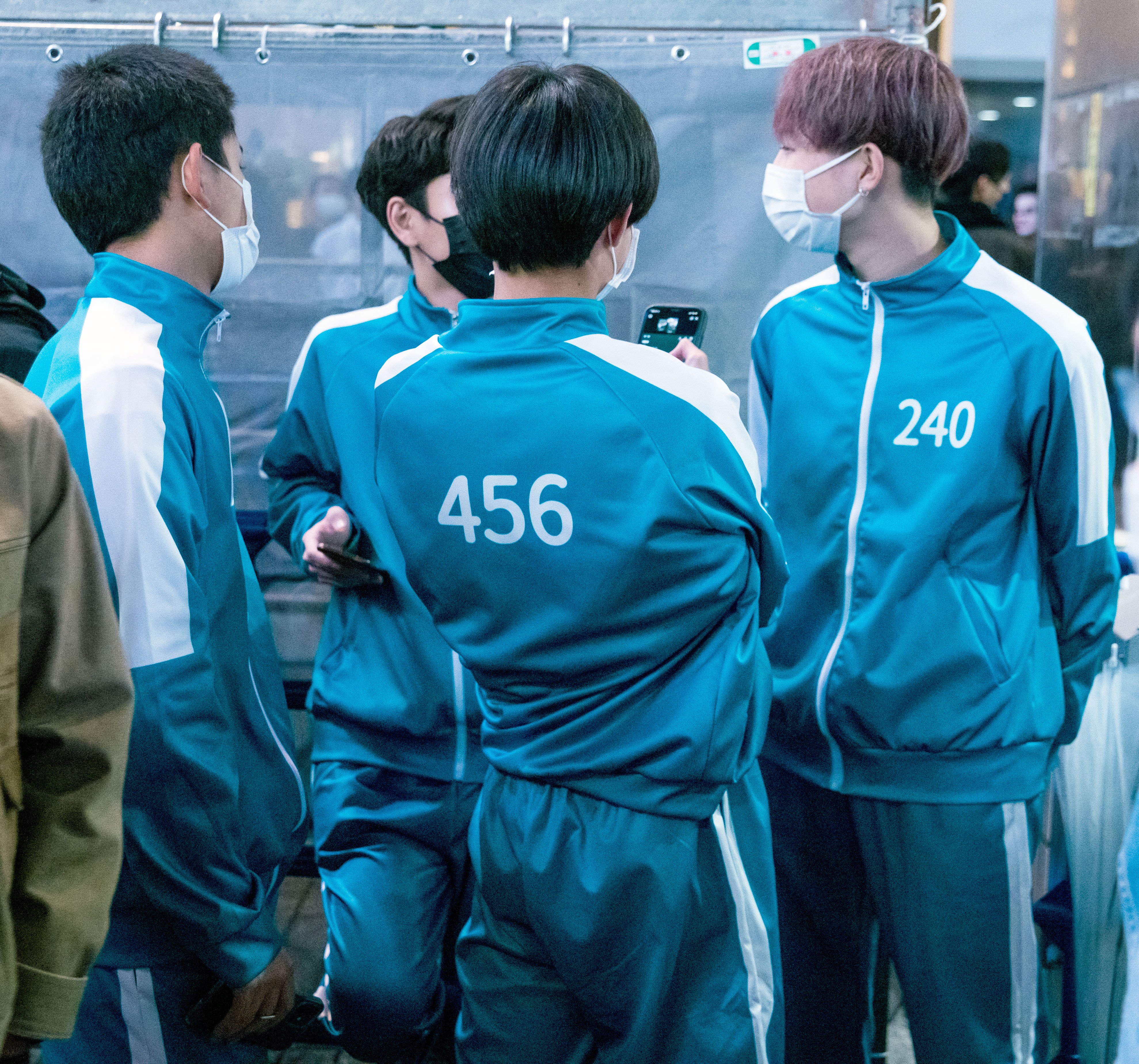
Người hâm mộ hóa trang thành các người chơi trong phim

Khi bộ phim đang gây sốt toàn cầu, một đồng tiền ảo SQUID đã nhanh chóng xuất hiện trên thị trường tiền điện tử. SQUID được giao dịch ở ngưỡng 2,22 USD, tăng 2.400% và đạt giá trị vốn hóa khoảng 174 triệu USD chỉ trong 24 giờ. Theo sách trắng, SQUID được bán trước ngày 20 tháng 10 và nhanh chóng "cháy hàng". Trong quá trình giao dịch, đồng tiền này đã có những đợt tăng giá đột biến, và chỉ trong vài ngày tăng 310.000% giá trị. Đồng tiền ảo này được chào bán như công cụ để người mua có thể chơi những trò chơi dựa theo bộ phim. Theo nhà phát triển, đây là đồng tiền của dự án Squid Game, một nền tảng kiếm tiền từ trò chơi. Giải đấu trực tuyến sẽ ra mắt vào tháng 11, mô phỏng 6 trò chơi trong phim. Đến ngày 1 tháng 11, sau khi đội ngũ phát triển thông báo dừng dự án vì liên tục đối mặt với các âm mưu hack tài khoản Twitter và hợp đồng thông minh, một số chuyên gia phân tích dữ liệu on-chain cho biết người đứng sau dự án liên tục có động thải "xả hàng" và lấy đi khoảng 3,38 triệu USD.
Cơn sốt từ phim không chỉ giúp tiếng Hàn hay các trò chơi dân gian của nước này được thế giới quan tâm nhiều hơn, mà ngay cả các bộ trang phục hay các món ăn nhẹ trong bộ phim này cũng được ưa chuộng ở nhiều nơi trên thế giới. Theo trang web tìm kiếm và giao thương các sản phẩm thời trang cao cấp Lyst, nhờ bộ phim này, doanh số bán giày Vans – một thương hiệu nổi tiếng của Mỹ, đã tăng 7.800% do các nhân vật trong phim đều đi loại giày này, trong khi đó, nhu cầu về những bộ quần áo màu xanh lá cây giống hệt nhau cũng tăng lên 97%, trở thành trang phục được săn lùng cho Halloween, tuy nhiên nhiều trường học ở Mỹ đang cấm học sinh hóa trang thành các nhân vật trong phim khi tham gia hoạt động Halloween tại trường; hay gần đây nhất, một nhà sản xuất kẹo dalgona cho hay đã không thể về nhà trong 1 tuần vì lượng đơn đặt hàng tăng lên chóng mặt. Người dân nhiều quốc gia, vùng lãnh thổ khác nhau lần đầu biết đến văn hóa Hàn Quốc thông qua bộ phim, thậm chí họ còn mong muốn học tiếng Hàn để hiểu sâu hơn về văn hóa Hàn Quốc. Bộ phim thực sự tạo nên hiệu ứng khổng lồ, một làn sóng Hallyu mới khiến thế giới quan tâm đến văn hóa Hàn Quốc nhiều hơn.  

## Giải thưởng & đề cử
Diễn viên O Yeong-su đã trở thành người Hàn Quốc đầu tiên nhận giải Quả cầu vàng cho hạng mục Nam diễn viên phụ xuất sắc nhất trong phim truyền hình, trong khi 4 đề cử tại SAG Awards là lần đầu tiên một bộ phim nước ngoài được đề cử. Về mặt cá nhân, Lee Jung-jae đã trở thành nam diễn viên đầu tiên của Châu Á và Hàn Quốc nhận được đề cử tại sự kiện và Jung Ho-Yeon trở thành nữ diễn viên thứ 2 của Châu Á và Hàn Quốc làm được điều tương tự. Với việc cả 2 diễn viên đều nhận giải, bộ phim đã làm nên lịch sử khi trở thành bộ phim truyền hình không nói tiếng Anh đầu tiên đoạt giải tại sự kiện. Phim nhận tổng cộng 14 đề cử tại giải thưởng Emmy 2022, bao gồm Phim chính kịch hay nhất, khiến phim trở thành tác phẩm không nói tiếng Anh đầu tiên được đề cử ở hạng mục này; Lee Jung-jae đã giành giải Nam diễn viên chính xuất sắc trong phim truyền hình dài tập, đây là lần đầu tiên một diễn viên châu Á giành được giải thưởng này cho một tác phẩm không nói tiếng Anh.

## Tác phẩm liên quan

### Phim giả tài liệu
Hwang Dong-hyuk cũng làm việc với Netflix để tạo ra một bộ phim giả tài liệu lấy cảm hứng từ thành công của bộ phim có tựa đề The Best Show on the Planet. Ông cho biết bộ phim hài dựa trên trải nghiệm cá nhân khi được chú ý nhờ sự thành công nhanh chóng của bộ phim.

### Squid Game: The Challenge
Vào tháng 6/2022, Netflix đăng tuyển 456 người chơi tham gia chương trình truyền hình thực tế ''Squid Game: The Challenge'' (Thử thách Trò chơi con mực) với tổng giải thưởng 4,56 triệu USD do Studio Lambert hợp tác sản xuất cùng The Garden, với 10 tập quay tại Cardington Studios ở Bedfordshire, Anh. Chương trình lên sóng Netflix vào ngày 22/11/2023, với bối cảnh và các thử thách được dàn dựng tương tự với loạt phim ăn khách đồng thời có một số thay đổi để phù hợp với thực tế. Người chơi Mai Whelan là người chiến thắng chung cuộc. Chương trình thu hút 20,5 triệu lượt xem trong tuần đầu tiên và 11,4 triệu lượt xem trong tuần thứ 2, với tổng số hơn 170 triệu giờ được xem trong vòng nửa tháng. Sau thành công từ mùa đầu tiên, Netflix cũng xác nhận sẽ làm tiếp mùa 2.

### Khác
Vào tháng 10/2024, báo Deadline Hollywood cho biết đạo diễn David Fincher được nhắm đến để sản xuất phiên bản tiếng Anh song song với bản tiếng Hàn, với tham vọng "mở rộng vũ trụ của Trò chơi con mực".
Đến tháng 12 cùng năm, Netflix phát hành Squid Game: Unleashed , một trò chơi điện tử cho phép người chơi cạnh tranh với tư cách là các nhân vật chơi trò chơi dành cho trẻ em có trong chương trình. Trò chơi tặng thưởng cho người chơi khi xem từng tập.